# SMAP
SMAP（スマップ）は、日本の男性アイドルグループ。1988年（昭和63年）に結成され、1991年（平成3年）にCDデビュー。2016年（平成28年）12月31日に解散した。活動は28年間におよび「国民的グループ」と称された。所属事務所はジャニーズ事務所。レコード会社はビクターエンタテインメント。
グループ名は、当時事務所社長だったジャニー喜多川の命名。「Sports Music Assemble People」の略であり、「スポーツと音楽の融合」、「スポーツと音楽をするために集められた人々」という意味が込められている。
また、結成当初は雑誌やインタビューにおいて光GENJIの年少メンバーの頭文字「Sato Morohoshi Akasaka Pansy」の略とされていた。

## メンバー
Johnny's net公式サイトのプロフィールをもとに記述。
かつて放送されていたフジテレビ系列のバラエティ番組『夢がMORIMORI』のコーナー「音松くん」での役名・衣装には、各々のメンバーカラーが使われていた。なお、『夢MORI』の後継番組であり関西テレビ・フジテレビ系列のバラエティ番組『SMAP×SMAP』のコーナー「BISTRO SMAP」では、中居と稲垣のカラーが逆転していた。
解散後、最後までジャニーズ事務所（現：SMILE-UP.）に残留し、2024年4月以降他のSMILE-UP.所属者とともにSTARTO ENTERTAINMENTに移籍しているのは、木村拓哉のみである（詳細後述）。
| 名前                         | 生年月日               | 血液型 | 出身地   | メンバーカラー | イメージカラー (BISTRO SMAP) | 活動期間        | 備考                             | 現在の所属事務所     |
| ---------------------------- | ---------------------- | ------ | -------- | -------------- | ---------------------------- | --------------- | -------------------------------- | -------------------- |
| 中居正広 （なかい まさひろ） | 1972年8月18日（52歳）  | A型    | 神奈川県 | 青             | ピンク                       | 1988年 - 2016年 | リーダー                         | 芸能界引退           |
| 木村拓哉 （きむら たくや）   | 1972年11月13日（52歳） | O型    | 東京都   | 赤             | 赤                           | 1988年 - 2016年 |                                  | STARTO ENTERTAINMENT |
| 稲垣吾郎 （いながき ごろう） | 1973年12月8日（51歳）  | O型    | 東京都   | ピンク         | 青                           | 1988年 - 2016年 |                                  | CULEN                |
| 草彅剛 （くさなぎ つよし）   | 1974年7月9日（51歳）   | A型    | 埼玉県   | 黄             | 黄                           | 1988年 - 2016年 |                                  | CULEN                |
| 香取慎吾 （かとり しんご）   | 1977年1月31日（48歳）  | A型    | 神奈川県 | 緑             | 緑                           | 1988年 - 2016年 | 2008年よりコンサートの演出を担当 | CULEN                |

| 名前                     | 生年月日              | 血液型 | 出身地 | メンバーカラー | 活動期間        | 備考                           |
| ------------------------ | --------------------- | ------ | ------ | -------------- | --------------- | ------------------------------ |
| 森且行 （もり かつゆき） | 1974年2月19日（51歳） | B型    | 東京都 | 白             | 1988年 - 1996年 | 脱退後にオートレーサーに転身。 |

## 経歴
1987年、光GENJIのバックで踊るジャニーズJr.内グループ・スケートボーイズが結成され、1988年4月にスケートボーイズ12名の中から中居正広・木村拓哉・稲垣吾郎・森且行・草彅剛・香取慎吾の6人が選抜されSMAPが結成された。ジャニーズ事務所は日系二世の創業者・ジャニー喜多川の意向で舞台芸術の方面に力を入れており、非日常な舞台を演出・提供するアイドルタレントが多かった。光GENJIはこのアイドル主義の頂点を極め、この年の第30回日本レコード大賞を受賞する。SMAPもこの路線を受け継ぎ、華やかな衣装でステージに立った。
しかしこの頃、1980年頃から始まったアイドルの大衆化が極限まで推し進められ、自我を抑制して与えられた役割を演ずる、光GENJI的な「仕立てられたアイドル」は限界を迎えていた。光GENJIも1990年代に入ってから人気が降下し始める。SMAPは結成後3年を経て、1991年9月9日、シングル『Can't Stop!! -LOVING-』でメジャーデビューを果たすが、オリコン週間チャートでは2位止まりで、セールスはデビューシングルとしては事務所始まって以来最低の15万枚で、地方でのコンサートでは客もまばらだった。アイドル業界全体が下火となる中で音楽番組も次々と打ち切られ、事務所もSMAPの売り出し方について確たる方針を定められないでいた。
この状況を打開したのが、当時事務所の事務職員だった飯島三智である。飯島はSMAPのマネージャーに志願すると、それまで事務所が距離をとっていたバラエティ路線にSMAPを積極的に売り込み、1992年に放送開始の『夢がMORI MORI』では本格的なコントに挑戦した。1980年代までは音楽番組とコント番組は親和性が非常に高く、ほとんどのコント番組にアイドルや歌手の歌唱コーナーが設けられていたり、あるいは逆にコントコーナーが存在していた音楽番組も多く、ジャニーズではたのきんトリオの『たのきん全力投球!』や、他の事務所では新御三家（郷ひろみ、西城秀樹、野口五郎）の『カックラキン大放送!!』などの成功例があった。そのため、アイドルのコント番組への出演自体は珍しいことではなかったが、SMAPはアイドルであることを言い訳にせず、本気で本職のお笑い芸人顔負けの「笑われる」対象に徹した。奇しくもお笑い界からは「踊れる芸人」として吉本印天然素材がSMAPデビューと前後して結成されるなど、漫才ブームの余波でお笑い芸人がアイドル的人気を得る状況が起きていた。一方で、フジテレビの元プロデューサーで、ワタナベエンターテイメント会長の吉田正樹は自身のTwitterで「SMAPを初めてバラエティーで推薦されたのは、今はない青山劇場の楽屋。ジャニーさんに呼ばれて見た『聖闘士星矢』。そこにはメリーさんと泉ピン子さんがいて彼らの未来を話された。1991年8月のことだ。だからメリーさんの熱い気持ちからフジテレビのプロジェクトが始まったことは間違いない。」と綴っている。ちなみに、『SMAP GO!GO!』や記事 において、フジテレビのプロデューサーであった荒井昭博によると、『夢がMORI MORI』にSMAPがレギュラー出演するようになったのは、ジャニーに頼まれたからだと明言している。
このバラエティ路線は、作られたスター性を犠牲にしてカジュアルな身近さを演出する意味合いがあり、ジャニー喜多川が当初目指していたショーアップされたスター性からはかけ離れた方針であった。しかし、ジャニーはこれを容認し、自らもテレビ局のスタッフに積極的にメンバーを売り込んでいた。ジャニーは1960年頃から事務所のプロデューサーとして活躍する中で、日本においては社会の中における芸能人の位置づけが低いことに憤りを抱えていた。対して米国では「劇場が芸能人に出演を頼む」というほど芸能人の社会的地位が高く、また「舞台を彩る存在は、俳優も歌手も芸人も、等しく芸術家」である。ジャニーにとってはアイドルがお笑いをやることへの抵抗がなく、逆に歌って踊れて笑いもできるエンターテーナーこそが本物であるというエンターテインメント観があった。総合エンターテーナーの路線を追求することにより、従来のアイドルのような夢の世界の住人ではなく、日常を生きる、いわば「SMAPという職業」につく普通の人物としての側面を持つようになる。そしてSMAPのファンは、SMAPのメンバーの歩みや変遷を楽しみ、共に生きるという関わり方を送るようになる。このようなアイドルとファンの接し方は、2000年代以降の女性アイドルグループの主流に近いといえる。
SMAPの音楽性としては、クラブカルチャーが特徴として挙げられる。1970年代からディスコが流行し、ジャニーズ事務所では郷ひろみや田原俊彦が積極的に取り入れていた。しかしこれは1984年の風営法改正によって営業に支障が生じるようになる。法改正に対応して、より小規模で、よりカジュアルなクラブへと衣替え、音楽もより自由で、ディスコ時代の「お約束」から解き放たれたクラブミュージック（ハウスやヒップホップなど）が新たに生まれた。SMAPの芸風もまた、ディスコ音楽を突き詰めた田原の世界観とは対照的な、よりリアルでカジュアル（非日常な舞台からの脱却）なクラブ文化と馬があった。そしてSMAPの音楽は、クラブミュージックのカジュアルな文化とともに歩んだのである。
また、具体的には渋谷系の音楽との親和性も強い。1990年代半ばには、シングル「がんばりましょう」（1994年）を筆頭に、当時流行したフリーソウルの曲も積極的に取り入れた。この頃のアルバムには海外ミュージシャンを積極的に迎え入れており、その中にはレア・グルーヴブームの中で再評価されたものもいる。
1990年代はアイドルにとって厳しい時代だったといわれるが、SMAPはドラマやバラエティに積極的に進出し、確固たる地位を築き始める。1996年からは、フジテレビ系で冠番組の『SMAP×SMAP』が放送を開始。コント等のバラエティ企画と音楽ショーの二部構成のフォーマットにすることにより、身近な親しみやすさとスター性とをあわせもつ存在であることがわかりやすく示された。こうしたSMAPの「音楽とお笑い」の両立路線は、かつて戦後の昭和期において音楽、テレビ、映画など様々な分野で活躍し、オールラウンド型の音楽グループとして国民的な人気を獲得していたクレージーキャッツ（植木等）、ザ・スパイダース（堺正章）、ザ・ドリフターズの路線を受け継ぐものであったとの指摘もある。1996年にはその『SMAP×SMAP』が視聴率20%超の人気を博し、「平成のクレージーキャッツ」の異名を取る。
1996年5月、森がオートレース選手への転身に伴いSMAPを脱退。同時にジャニーズ事務所も退所し、芸能界を引退した。以降、解散まで20年間は5人で活動する。
1998年、スガシカオが作詞を提供した「夜空ノムコウ」が自身初のミリオンヒットを記録。この曲は、メンバーと同世代（ロストジェネレーション）の社会人の心情を代弁したものと評されている。この曲が世評に合致してヒットすることにより、1990年代末にはSMAPは全世代の支持を受けることになる。
2000年、草彅主演のドラマ『フードファイト』の主題歌である「らいおんハート」が2度目のミリオンヒットを記録した。12月5日に木村が結婚、グループでは初、かつ、解散まで唯一の既婚者となる。
2001年、デビュー10周年を記念してコンサートツアーを実施。しかし、同年8月に稲垣が不祥事により芸能活動を自粛。以降、稲垣が復帰する2002年1月までコンサートツアーを含め、4人のみで活動することになった。
2002年、「SMAP'02 "Drink! Smap! Tour"」にて115万人を観客を動員し、一度のツアーにおける観客動員数の日本国内最多記録を樹立した。
同年リリースの「世界に一つだけの花」は豊かな個性の喜びを謳った歌詞で、2003年放送の草彅主演のドラマ『僕の生きる道』の主題歌に起用された。急遽シングルカットしたCDの売上は、ダブルミリオン（解散時にはトリプルミリオン）の最大のヒットを記録する。同年の『第54回NHK紅白歌合戦』ではグループとしては史上初めて大トリを務めた。
2005年、2年ぶりにコンサートツアーを行い、7月30日の札幌ドームを皮切りにアーティストの単独公演としては初の国立霞ヶ丘競技場陸上競技場でコンサートを行った。ツアー開始に合わせ、シングル「BANG! BANG! バカンス!」とアルバム『SAMPLE BANG!』を同時発売し、発売当日でシングル、アルバムともにランキング初登場1位を記録した。3人組以上のグループが同日発売のシングル・アルバムで同時に1位を記録するのは1993年のWANDS以来12年ぶりの記録であった。12月19日にはオリコン史上4組目となるシングル総売上2000万枚突破。『第56回NHK紅白歌合戦』では「Triangle」で2回目の大トリを務めた。

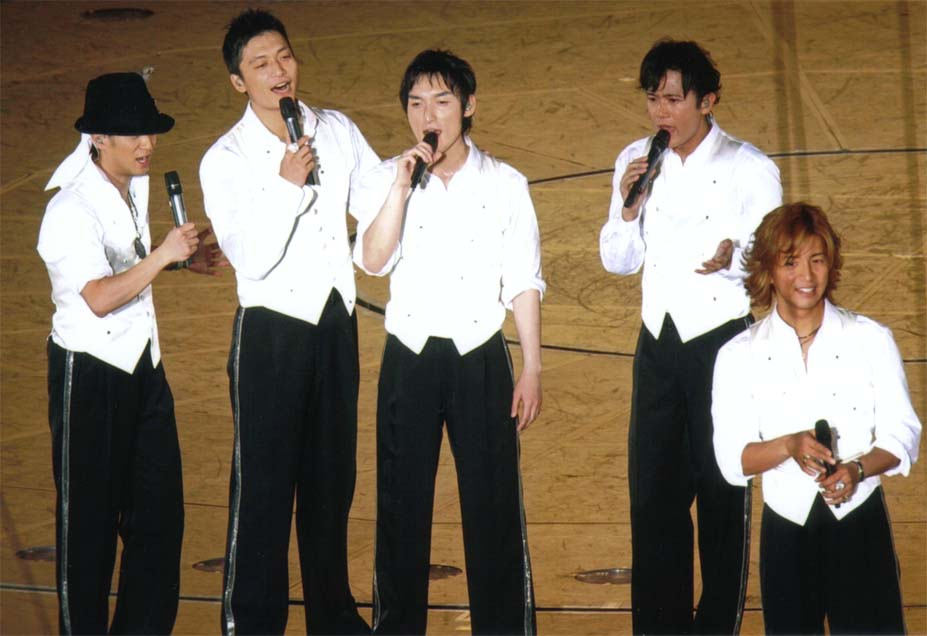
スマップ 2008 スーパー・モダン・アーティスティック・パフォーマンス・ツアー

2008年、日本人アーティストでは当時史上最長の東京ドーム6日間公演を行った。
2009年、4月23日の草彅の不祥事による芸能活動の自粛により、約1ヶ月間4人のみでの活動となった。
2010年9月、日本人史上初となる公演観客動員数1000万人突破を達成した。同年から4年連続で紅白歌合戦の大トリを務める。
2011年9月、2度の延期を経て、北京で初の海外公演を開催。
2013年3月15日から期間限定でユニバーサル・スタジオ・ジャパン（USJ）とのコラボレーション・プロジェクト『UNIVERSAL STUDIOS JAPAN ✕ SMAP：WORLD ENTERTAINMENT PROJECT』を始動、アトラクションのBGMとして同年2月27日発売のシングル曲「Mistake!/Battery」のオリジナルバージョンとリミックスバージョンが使用される。翌2014年の4月18日、USJ初代大使として任命された。
2014年、フジテレビ系列『FNS27時間テレビ』において、初の5人での総合司会を担当した。
デビュー25周年を迎えた2016年、マネージャーの飯島三智と事務所のオーナーのメリー喜多川との間で確執が発生、一時はSMAPが分裂する危機に陥る。この時は飯島が単身で芸能界を去ることで決着がついたが、8月13日の深夜にFAXで解散が発表された。解散の具体的な理由はメンバーの口からは語られず、特別番組や25周年の公演や解散発表に伴う記者会見などは行われなかった。5人での最後の仕事は2016年12月26日の『SMAP×SMAP 最終回』で、12月31日付で解散した。
解散後も全員ソロタレントとしてジャニーズ事務所に籍を置いていたが、2017年9月8日に稲垣、草彅、香取の3人が退所し、2017年9月22日付で元マネージャーの飯島が代表を務める株式会社CULENに所属することが明らかになった。それから2年半後に中居も2020年3月31日をもって退所し、直前の2月19日に設立した株式会社のんびりなかいに籍を移した。以降、木村のみがジャニーズ事務所に残留し、後の2024年4月に他のジャニーズ事務所（この時点でSMILE-UP.に改名）所属者とともにSTARTO ENTERTAINMENTに移籍している。その後、中居は2025年1月23日に芸能界を引退することを表明した（詳細は「中居正広#女性トラブルと芸能界引退」を参照）。

## エピソード

### メンバー間の人間関係
SMAPの5人は、メンバーによっては密に交流ややりとりをする者もいれば、「暮らしている場所すら知らない」あるいは「密に連絡を取り合わない」者もいる。そのため不仲説やメンバー間の派閥といった噂が度々流れることがあり、特に解散騒動の際はこの辺りをクローズアップする報道が多くなされたが、中居は2016年の『FNS27時間テレビ』で「派なんて考えたことないですよ、僕ら5人も派閥なんてないですよ」「いろんなことあったかもしれない、ばたばたしたかもしれない。でも円滑にいってますから」と発言し、この噂を否定している。
2013年春に『SMAP×SMAP』で放送された『SMAPはじめての5人旅スペシャル!!』は上述した世間が抱いている不仲説の払拭を目的とし、中居の提案がきっかけで実施されたものである。
解散から6年経った2022年末には草彅と木村が東京・砧の撮影スタジオ「東京メディアシティ」の楽屋で再会しており、翌年7月の『週刊文春』にて報道された。

## 記録

### 音楽
- ミリオンヒット（シングル3作・アルバム2作・ソロ1作）
  - シングル：「夜空ノムコウ」、「らいおんハート」、「世界に一つだけの花」（プラネット調べでは、「SHAKE」が出荷枚数105万枚でミリオン認定）
  - アルバム：「Smap Vest」、「SMAP 25 YEARS」
  - ソロ：「慎吾ママのおはロック」
- 「世界に一つだけの花」
  - オリコン歴代シングルランキング3位（累計売上枚数314.0万枚[59]）[60]
  - トリプルミリオン達成作品[59]
  - 2003年度年間シングルランキング1位
  - 平成のシングル売上歴代1位[59]
  - 21世紀のシングル売上歴代1位
  - CDシングル売上歴代1位
  - オリコン歴代シングルロングセラーランキング（オリコンチャートランクイン回数）歴代1位（通算320週以上[61]）[59]
- 日本人アーティスト初のシングル総売上2000万枚突破
- 3年代でアルバム首位を獲得した初のアイドル、アーティストでは2組目（1990年代、2000年代、2010年代）[62]
- 「オリジナルスマイル」、「夜空ノムコウ」、「世界に一つだけの花」、「Triangle」の4曲が、中学・高等学校の教科書に掲載
- 「がんばりましょう」、「世界に一つだけの花」の2曲が「選抜高等学校野球大会入場行進曲」に採用
- 2016年度初週売上世界1位「SMAP 25 YEARS」（World Music Awards）[63]
- 解散・引退・活動休止状態でアルバム部門1位を獲得した初の日本人アーティスト

### テレビドラマ（記録）
- 主演したゴールデン帯の連続ドラマは70本、スペシャルドラマは84本。深夜帯などを含めると200本に達す。
- 同じクールにメンバー全員が連続ドラマに登板（2004年1月期）
  - 中居：砂の器（日曜劇場）
  - 木村：プライド（月9）
  - 稲垣：ほんとにあった怖い話（土曜19時）
  - 草彅：僕と彼女と彼女の生きる道（火10）
  - 香取：新選組!（大河ドラマ）
- 週間視聴率100%の獲得（上記の5作の合計視聴率116.8%）[64]
- メンバー全員がTBS系「日曜劇場」に主演。5人中4人（草彅以外）がフジテレビ系「月9」に主演。
- 1994年以降、22年間SMAPメンバー主演のゴールデンの連続ドラマが毎年放送
  - メンバー主演の連続ドラマが最も多く放送された年は1997年で計6本
  - スペシャルドラマが最も多く放送されたのは2001年と2004年で共に計7本
  - 解散後も現在に至るまで記録は維持されている
- メンバー主演の連続ドラマにおいて、平均視聴率30％を超えた作品は4本、20％越えの作品は14本、15％越えは24本

### バラエティ
- 日本のバラエティー番組視聴率：歴代8位「SMAPxSMAP」（平均34.2％）[65]
- バラエティー番組年間視聴率
  - 1997年：1位（平均23.9％）
  - 1999年：1位（平均23.8％）
  - 2002年：1位（平均21.3％）
- 20年間、冠番組で視聴率20%以上を獲得（1996年 - 2016年、2015年除く）
- フジテレビ年間最高視聴率1位：1996年 - 2002年、2006年、2007年、2011年、2016年（「SMAPxSMAP」）[66]

### コンサート
- 初めて5大ドームツアーを行ったアーティスト（2001年）
- 初めて国立競技場で単独コンサートを行ったアーティスト（2005年）
- 日本人アーティスト初のコンサート通算観客動員数1000万人の突破（2010年）
- 横浜国際総合競技場（日産スタジアム）でコンサートを行った初のアイドル（2003年）

### NHK紅白歌合戦
- 出場回数23回（1991年 - 2015年、2001年・2004年・2016年は辞退）
- 大トリを担当した初のグループ、25年ぶりのポップス歌手（2003年）
- 歌唱時最高視聴率57.1%
- 「トップバッター」と「大トリ」を両方経験した唯一のアーティスト[65]
- 「トップバッター」、「大トリ」、「司会」を経験した唯一の人物（中居）
- 歌手別視聴率1位を8度獲得（2000年、2003年、2005-2007年、2010-2012年）[65]
- 連続トリ回数：4回（歴代第4位）
- 通算トリ回数：6回（島倉千代子、MISIAと並び、歴代第7位タイ）
- 連続大トリ回数：4回（歴代第2位）
- 通算大トリ回数：6回（五木ひろしと並び、歴代第3位タイ）
- トリを務めた歌手の中で組トリ[注釈 5]の経験がない唯一のグループ。

### その他
- ジャニーズ歴代最年少グループ（結成時の平均年齢：13.5歳）
- ジャニーズ歴代最年少メンバー（結成時の香取の年齢：11歳2か月）
- ジャニーズ初の小学生メンバー
- CM好感度ランキング（CM総合研究所発表）
  - 総合部門9年連続1位（1997年 - 2005年）
  - 男性タレント部門で1位香取、2位木村、3位中居、4位稲垣、5位草彅とトップ5を独占（2005年）[67]
- 24時間テレビ 「愛は地球を救う」歴代最高視聴率：19.0%（2005年）
- 宇野ゆう子以外で「サザエさん」の主題歌を歌った初の人物（2014年）
- 1997年度書籍年間ベストセラーランキング1位：「ビストロスマップ完全レシピ」（累計売上140万部）[68]
- ベストジーニスト10年連続授賞と殿堂入り（木村：1994年 - 1998年、草彅：1999年 - 2003年）[69]

## 作品
シングル
1. Can't Stop!! -LOVING-（1991年）
2. 正義の味方はあてにならない（1991年）
3. 心の鏡（1992年）
4. 負けるなBaby! 〜Never give up（1992年）
5. 笑顔のゲンキ（1992年）
6. 雪が降ってきた（1992年）
7. ずっと忘れない（1993年）
8. はじめての夏（1993年）
9. 君は君だよ（1993年）
10. $10（1993年）
11. 君色思い（1994年）
12. Hey Hey おおきに毎度あり（1994年）
13. オリジナル スマイル（1994年）
14. がんばりましょう（1994年）
15. たぶんオーライ（1994年）
16. KANSHAして（1995年）
17. しようよ（1995年）
18. どんないいこと（1995年）
19. 俺たちに明日はある（1995年）
20. 胸さわぎを頼むよ（1996年）
21. はだかの王様 〜シブトクつよく〜（1996年）
22. 青いイナズマ（1996年）
23. SHAKE（1996年）
24. ダイナマイト（1997年）
25. セロリ（1997年）
26. Peace!（1997年）
27. 夜空ノムコウ（1998年）
28. たいせつ（1998年）
29. 朝日を見に行こうよ（1999年）
30. Fly（1999年）
31. Let It Be（2000年）
32. らいおんハート（2000年）
33. Smac（2001年）
34. freebird（2002年）
35. 世界に一つだけの花（シングル・ヴァージョン）（2003年）
36. 友だちへ〜Say What You Will〜（2005年）
37. BANG! BANG! バカンス!（2005年）
38. Triangle（2005年）
39. Dear WOMAN（2006年）
40. ありがとう（2006年）
41. 弾丸ファイター（2007年）
42. そのまま/White Message（2008年）
43. この瞬間、きっと夢じゃない（2008年）
44. そっと きゅっと/スーパースター★（2009年）
45. This is love（2010年）
46. 僕の半分（2011年）
47. さかさまの空（2012年）
48. Moment（2012年）
49. Mistake!/Battery（2013年）
50. Joy!!（2013年）
51. シャレオツ/ハロー（2013年）
52. Yes we are/ココカラ（2014年）
53. Top Of The World/Amazing Discovery（2014年）
54. 華麗なる逆襲/ユーモアしちゃうよ（2015年）
55. Otherside/愛が止まるまでは（2015年）

オリジナルアルバム
1. SMAP 001（1992年）
2. SMAP 002（1992年）
3. SMAP 003（1993年）
4. SMAP 004（1993年）
5. SMAP 005（1994年）
6. SMAP 006〜SEXY SIX〜（1994年）
7. SMAP 007〜Gold Singer（1995年）
8. SMAP 008～TACOMAX（1996年）
9. SMAP 009（1996年）
10. SMAP 011 ス（1997年）
11. SMAP 012～VIVA AMIGOS!（1998年）
12. BIRDMAN〜SMAP 013（1999年）
13. S map〜SMAP 014（2000年）
14. SMAP 015/Drink! Smap!（2002年）
15. SMAP 016/MIJ（2003年）
16. SAMPLE BANG!（2005年）
17. Pop Up! SMAP（2006年）
18. super.modern.artistic.performance（2008年）
19. We are SMAP!（2010年）
20. GIFT of SMAP（2012年）
21. Mr.S（2014年）

## タイアップ
| 曲名                            | タイアップ |
| ------------------------------- | --- |
| SMAP                            | CM：森永乳業「SMAP」 |
| SMAP No.5                       | CM：森永乳業「SMAP」 CM：大塚製薬「ポカリスエット」                                                                                   |
| Can't Stop!! -LOVING-           | 文化放送『STOP THE SMAP』 テレビ朝日系『ビートたけしのTVタックル』エンディングテーマ                                                  |
| 正義の味方はあてにならない      | CM：Panasonic「おたっくす」 |
| KISS OF FIRE                    | CM：Panasonic「スララ」 |
| 心の鏡                          | CM：Panasonic「おたっくす」 |
| 負けるなBaby! 〜Never give up   | CM：Panasonic「おたっくす」 |
| BEST FRIEND                     | NHK『みんなのうた』1992年4-5月度 |
| Teenage Blue                    | CM：Panasonic「ででんのでん」 |
| 笑顔のゲンキ                    | テレビ東京系アニメ『姫ちゃんのリボン』オープニングテーマ                                                                              |
| ブラブラさせて!                 | テレビ東京系アニメ『姫ちゃんのリボン』エンディングテーマ                                                                              |
| 100万の言葉                     | CM：Panasonic「スララ」 |
| はじめての夏                    | テレビ東京系アニメ『姫ちゃんのリボン』エンディングテーマ                                                                              |
| 君は君だよ                      | テレビ東京系アニメ『姫ちゃんのリボン』エンディングテーマ                                                                              |
| $10                             | フジテレビ系『夢がMORI MORI』オープニングテーマ                                                                                       |
| 君色思い                        | テレビ東京系アニメ『赤ずきんチャチャ』オープニングテーマ                                                                              |
| ギョーカイ地獄いちどはおいで    | CM：ロッテ「シュガーレスガム」 |
| Hey Hey おおきに毎度あり        | 映画『シュート!』挿入歌 |
| 泣きたい気持ち                  | 映画『シュート!』主題歌 |
| オリジナル スマイル             | CM：大塚製薬「オロナミンCドリンク」 CM：ソフトバンクモバイル                                                                          |
| 情けないくらい恋をしよう        | CM：ロッテ「ビッグコーン」 |
| がんばりましょう                | フジテレビ系『なるほど!ザ・ワールド』オープニングテーマ フジテレビ系『夢がMORI MORI』テーマソング                                     |
| 君と僕の6ヶ月                   | CM：ロッテ「シュガーレスガム」 |
| たぶんオーライ                  | フジテレビ系『夢がMORI MORI』オープニングテーマ                                                                                       |
| KANSHAして                      | CM：NTT |
| しようよ                        | CM：大塚製薬「オロナミンCドリンク」                                                                                                   |
| Let's go to 週末ヘヴン          | CM：ロッテ「シュガーレスガム」 |
| 俺たちに明日はある              | TBS系ドラマ『人生は上々だ』主題歌 |
| この街で今も君は                | CM：ロッテ「シュガーレスガム」 |
| 胸さわぎを頼むよ                | CM：カネボウ「テスティモ2」 |
| それじゃまた                    | CM：NTT |
| はだかの王様 〜シブトクつよく〜 | 日本テレビ系『劇空間プロ野球'96』テーマソング                                                                                         |
| 青いイナズマ                    | フジテレビ系『SMAP×SMAP』テーマソング                                                                                                 |
| SHAKE                           | CM：NTT フジテレビ系『SMAP×SMAP』テーマソング                                                                                         |
| ダイナマイト                    | フジテレビ系『SMAP×SMAP』テーマソング                                                                                                 |
| セロリ                          | フジテレビ系ドラマ『いいひと。』主題歌                                                                                                |
| 夜空ノムコウ                    | CM：ソフトバンクモバイル |
| Peace!                          | フジテレビ系『SMAP×SMAP』テーマソング                                                                                                 |
| たいせつ                        | フジテレビ系ドラマ『ブラザーズ』主題歌                                                                                                |
| 見えないもの                    | 日本テレビ系『劇空間プロ野球'97』テーマソング                                                                                         |
| Fly                             | CM：NTT東日本 |
| Let It Be                       | フジテレビ系『SMAP×SMAP』テーマソング                                                                                                 |
| らいおんハート                  | 日本テレビ系ドラマ『フードファイト』主題歌                                                                                            |
| freebird                        | フジテレビ系『SMAP×SMAP』テーマソング                                                                                                 |
| 世界に一つだけの花              | フジテレビ系ドラマ『僕の生きる道』主題歌 CM：ソフトバンクモバイル「COLOR LIFE」 CM：サントリー「ボス グランアロマ」                   |
| ススメ!（アテネMix）            | TBS系『アテネオリンピック』テーマソング                                                                                               |
| Song of X'smap                  | フジテレビ系ドラマ『X'smap〜虎とライオンと五人の男〜』主題歌                                                                          |
| BANG! BANG! バカンス!           | テレビ朝日系『スーパーベースボール』テーマソング テレビ朝日系『世界水泳』テーマソング                                                 |
| クイズの女王                    | フジテレビ系『FNS26時間テレビ』メインテーマソング                                                                                     |
| Triangle                        | テレビ朝日系『トリノオリンピック』テーマソング テレビ朝日系『バンクーバーオリンピック』テーマソング                                   |
| Dear WOMAN                      | CM：資生堂「シャンプー TSUBAKI」 フジテレビ系『FNS26時間テレビ』サポートソング                                                        |
| buzzer beater                   | テレビ朝日系『スーパーベースボール』テーマソング テレビ朝日系『2006 FIFAワールドカップ』テーマソング                                  |
| ありがとう                      | フジテレビ系ドラマ『僕の歩く道』主題歌 TBS系『リオデジャネイロオリンピック』テーマソング                                              |
| Mermaid                         | テレビ朝日系『世界水泳メルボルン2007』テーマソング                                                                                    |
| 旅立ちの日に                    | CM：NTT東日本「FLET'S光」 |
| 弾丸ファイター                  | テレビ朝日系『北京五輪地区予選野球、欧州強化試合』テーマソング                                                                        |
| そのまま                        | TBS系ドラマ『佐々木夫妻の仁義なき戦い』主題歌 CM：NTT東日本「FLET'S光」                                                               |
| この瞬間、きっと夢じゃない      | TBS系『北京オリンピック』テーマソング                                                                                                 |
| そっと きゅっと                 | フジテレビ系ドラマ『任侠ヘルパー』主題歌 CM：ソフトバンクモバイル                                                                     |
| スーパースター★                 | テレビ朝日系『世界水泳ローマ2009』テーマソング テレビ朝日系『バンクーバーオリンピック』テーマソング                                   |
| Love & Peace Inside?            | CM：ソフトバンクモバイル「We」 |
| This is love                    | フジテレビ系『SMAP×SMAP』テーマソング                                                                                                 |
| We are SMAP!                    | シルク・ドゥ・ソレイユ クーザ日本公演イメージソング                                                                                   |
| グラマラス                      | CM：ロッテ「グリーンガム」 |
| not alone 〜幸せになろうよ〜    | フジテレビ系ドラマ『幸せになろうよ』主題歌                                                                                            |
| 僕の半分                        | フジテレビ系『SMAP×SMAP』テーマソング                                                                                                 |
| さかさまの空                    | NHK連続テレビ小説『梅ちゃん先生』主題歌                                                                                               |
| gift                            | CM：セブンアイ「夏ギフト」 |
| Moment                          | TBS系『ロンドンオリンピック2012』テーマソング TBS系『ソチオリンピック』テーマソング                                                   |
| 世界の国からこんにちは          | CM：ソフトバンクモバイル「UULA」 |
| Mistake!                        | フジテレビ系『SMAP×SMAP』テーマソング                                                                                                 |
| Battery                         | CM：ユニバーサル・スタジオ・ジャパン「UNIVERSAL STUDIOS JAPAN×SMAP:WORLD ENTERTAINMENT PROJECT」 ハリウッド・ドリーム・ザ・ライド搭載 |
| Yes we are                      | TBS系『Nスタ』テーマソング |
| Joy!!                           | フジテレビ系ドラマ『幽かな彼女』主題歌                                                                                                |
| Dawn                            | フジテレビ系ドラマ『幽かな彼女』合唱曲                                                                                                |
| ハロー                          | 『ハローキティ』40周年オフィシャルソング CM：サンリオ                                                                                 |
| シャレオツ                      | フジテレビ系ドラマ『独身貴族』主題歌                                                                                                  |
| ココカラ                        | 「日本橋再生計画」プロジェクトソング                                                                                                  |
| Top Of The World                | フジテレビ系『SMAP×SMAP』テーマソング                                                                                                 |
| Amazing Discovery               | ユニバーサル・スタジオ・ジャパン テーマソング ハリウッド・ドリーム・ザ・ライド搭載                                                    |
| ユーモアしちゃうよ              | 「SHIDAX Heart & Smile勇気プロジェクトsupported by JOYSOUND」プロジェクトソング                                                       |
| 華麗なる逆襲                    | フジテレビ系ドラマ『銭の戦争』主題歌                                                                                                  |
| Otherside                       | フジテレビ系『SMAP×SMAP』テーマソング                                                                                                 |
| 愛が止まるまでは                | 「JAグループ宮城 みやぎ米」キャンペーンソング                                                                                         |

| 曲名                     | タイアップ                                  |
| ------------------------ | ------------------------------------------- |
| スマイル戦士音レンジャー | フジテレビ系『夢がMORI MORI』イメージソング |

| 曲名                   | タイアップ                           |
| ---------------------- | ------------------------------------ |
| If You Give Your Heart | 映画『プライベート・レッスン』主題歌 |

| 曲名           | タイアップ                                           |
| -------------- | ---------------------------------------------------- |
| Wonderful Life | フジテレビ系ドラマ『僕と彼女と彼女の生きる道』主題歌 |

| 曲名         | タイアップ                                                           |
| ------------ | -------------------------------------------------------------------- |
| みんないい子 | フジテレビ系『中居正広のボクらはみんな生きている』エンディングテーマ |

| 曲名                 | タイアップ |
| -------------------- | --- |
| 慎吾ママのおはロック | フジテレビ系ドラマ『慎吾ママ・ドラマスペシャル“おっはー”は世界を救う!』主題歌 フジテレビ系アニメ『こちら葛飾区亀有公園前派出所』挿入歌 |

| 曲名                                       | タイアップ                                       |
| ------------------------------------------ | ------------------------------------------------ |
| HATTORI3（参上）                           | 映画『NIN×NIN 忍者ハットリくん THE MOVIE』主題歌 |
| HATTORI3（参上）（What's up〜への字口Mix） | 映画『NIN×NIN 忍者ハットリくん THE MOVIE』挿入歌 |

| 曲名                         | タイアップ                                                                 |
| ---------------------------- | -------------------------------------------------------------------------- |
| こちら葛飾区亀有公園前派出所 | TBS系ドラマ『こちら葛飾区亀有公園前派出所』主題歌                          |
| 三百六十五歩のマーチ         | 映画『こちら葛飾区亀有公園前派出所THE MOVIE〜勝どき橋を封鎖せよ!〜』主題歌 |

| 曲名                             | タイアップ                                         |
| -------------------------------- | -------------------------------------------------- |
| 愛の唄 〜チョンマル サランヘヨ〜 | CM：ケンタッキーフライドチキン「韓国風ツイスター」 |

| 曲名                 | タイアップ                                      |
| -------------------- | ----------------------------------------------- |
| 満足れぼりゅーしょん | CM：アサヒフードアンドヘルスケア「1本満足バー」 |

## 出演
メンバー個々の出演は、中居正広、木村拓哉、稲垣吾郎、森且行、草彅剛、香取慎吾を参照。

### テレビ番組

#### レギュラー番組
- いつみ・加トちゃんのWA-ッと集まれ!!（1988年4月17日 - 9月18日、フジテレビ）
- アイドル共和国（1989年4月1日 - 1991年3月、テレビ朝日）
- 歌のビッグファイト!（1989年4月12日 - 9月27日、テレビ東京）
- ポップシティX（1989年10月 - 1990年1月16日、テレビ東京） - 司会
- 所さんのまっかなテレビ（1990年4月16日 - 7月2日、日本テレビ）
- ヤンヤンもぎたて族（1990年7月1日 - 9月23日、テレビ東京） - 司会
- 満員御礼!学園キッズ → SMAPの学園キッズ（1990年10月4日 - 1991年8月、テレビ東京）
- 桜っ子クラブ（1991年4月6日 - 1994年9月17日、テレビ朝日）
- 愛ラブSMAP!（1991年10月6日 - 1996年3月25日、テレビ東京）
- 夢がMORI MORI（1992年4月18日 - 1995年9月30日、フジテレビ）
- キスした?SMAP（1993年4月4日 - 1996年9月24日、朝日放送）
- SMAPのがんばりましょう（1995年4月10日 - 9月29日、フジテレビ）
- BANG! BANG! BANG!（1996年1月13日 - 3月、フジテレビ）
- SMAP×SMAP（1996年4月15日 - 2016年12月26日、関西テレビ・フジテレビ）
  - ベビスマ（2007年4月15日 - 2016年12月25日、フジテレビ）

#### スペシャル番組
- 時代を駆ける栄光のアイドルたち 〜ジャニーズからSMAP、TOKIOそして…〜（1992年8月27日[注釈 6]、NHK BS2）
- 24時間テレビ18 愛は地球を救う「もう一度、チャレンジ」（1995年8月26日 - 27日、日本テレビ） - 番組パーソナリティー
- SMAP・TOKIO・KinKi Kids 最初で最後の勢揃いスペシャル（1995年10月8日、日本テレビ）
- さんま&SMAP!美女と野獣のクリスマススペシャル（1995年 - 2015年、日本テレビ）
- SMAPのがんばりましょう カウントダウンスペシャル（1995年12月31日、フジテレビ）
- FNS27時間テレビ（フジテレビ）
  - FNSの日十周年記念1億2500万人の超夢リンピック（1996年7月13日 - 14日） - 番組パーソナリティー
  - 武器はテレビ。 SMAP×FNS 27時間テレビ（2014年7月26日 - 27日） - 総合司会
  - SMAP×SMAP「BISTRO SMAP」コーナー（1998年 - 2000年・2007年・2011年 - 2014年）
- SMAP年越し生放送大宴会スペシャル with KinKi Kids（1996年12月31日、日本テレビ）
- 鶴瓶・SMAPの美人女子アナ大新年会!（1997年1月5日、関西テレビ・フジテレビ）
- ザッツお台場エンターテイメント! 第3夜・ドラマの38年（1997年4月2日、フジテレビ）
- SMAPシークレットX'masパーティー（2000年12月24日、日本テレビ）
- SMAP☆がんばりますっ!!（2009年 - 2013年、テレビ朝日）
- フジテレビ開局50周年『名作ドラマ&映画全て見せます!SMAP PRESENTS ドラマの裏の本当のドラマ』（2009年4月6日、フジテレビ）
- フジテレビ夢SP タモリ×SMAP 僕らは未来を信じよう!〜宇宙への挑戦と奇跡の物語〜（2011年4月3日、フジテレビ）
- フジテレビ開局55周年記念特別番組『SMAP GO!GO!』（2013年9月30日、フジテレビ）
- NHKのど自慢70周年特別応援企画『SMAPプレゼンツNHKのど自慢 in 山田町』（2015年9月26日、NHK総合）

#### NHK紅白歌合戦出場歴
『NHK紅白歌合戦』には1988年・1989年に光GENJIのバックダンサーとして出場している。CDデビューした1991年の初出場以降、出場を辞退した2001年・2004年を除き、解散を発表した前年の2015年まで出場していた。1997年・1998年・2006年から2009年までは中居が司会を務めた（2007年を除き白組司会、2007年のみ紅組司会）。
| 1991年 | 第42回 | 初 | Can't Stop!! -LOVING-                 |                         |
| 1992年 | 第43回 | 2  | 雪が降ってきた                        | 白組トップバッター      |
| 1993年 | 第44回 | 3  | $10                                   |                         |
| 1994年 | 第45回 | 4  | がんばりましょう                      |                         |
| 1995年 | 第46回 | 5  | 胸さわぎ '96                          |                         |
| 1996年 | 第47回 | 6  | SHAKE                                 | 後半トップバッター      |
| 1997年 | 第48回 | 7  | ダイナマイトセロリ!                   | 後半トップバッター（2） |
| 1998年 | 第49回 | 8  | 夜空ノムコウ                          |                         |
| 1999年 | 第50回 | 9  | Fly                                   |                         |
| 2000年 | 第51回 | 10 | らいおんハート                        |                         |
| 2002年 | 第53回 | 11 | freebird '02                          |                         |
| 2003年 | 第54回 | 12 | 世界に一つだけの花                    | 大トリ                  |
| 2005年 | 第56回 | 13 | Triangle                              | 大トリ（2）             |
| 2006年 | 第57回 | 14 | ありがとう                            | トリ前                  |
| 2007年 | 第58回 | 15 | 弾丸ファイター 紅白SP                 |                         |
| 2008年 | 第59回 | 16 | この瞬間、きっと夢じゃない紅白SP      |                         |
| 2009年 | 第60回 | 17 | そっと きゅっと 〜 世界に一つだけの花 | トリ前（2）             |
| 2010年 | 第61回 | 18 | This is love '10 SPメドレー           | 大トリ（3）             |
| 2011年 | 第62回 | 19 | SMAP AID 紅白SP                       | 大トリ（4）             |
| 2012年 | 第63回 | 20 | SMAP 2012'SP                          | 大トリ（5）             |
| 2013年 | 第64回 | 21 | Joymap!!                              | 大トリ（6）             |
| 2014年 | 第65回 | 22 | みんなで歌おう!SMAPメドレー           |                         |
| 2015年 | 第66回 | 23 | This is SMAP メドレー                 |                         |
| - 備考のトリ等の次にある（）はトリ等を務めた回数を表す。 - 前半トリとは1990年以降の紅白において、前半戦（ニュース中断まで）で両軍の締めくくりを務めたことを指す。 - 曲名の後の（○回目）は紅白で披露された回数を表す。 |        |    |                                       |                         |

#### FNS歌謡祭・FNSうたの夏まつり
「FNS歌謡祭」 - 1994年に初出演。出演を辞退した2002・2004年を除き、解散を発表した前年の2015年まで出演していた。
| 年度   | 放送回           | 回 | 曲目                       | 曲順    | コラボレーション・ソロ         | 備考                |
| ------ | ---------------- | -- | -------------------------- | ------- | ------------------------------ | ------------------- |
| 1994年 | 第23回           | 初 | がんばりましょう           |         |                                |                     |
| 1995年 | 第24回           | 2  | 俺たちに明日はある         |         |                                |                     |
| 1995年 | 第24回           | 2  | がんばりましょう           |         |                                |                     |
| 1995年 | 第24回           | 2  | しようよ                   |         |                                |                     |
| 1995年 | 第24回           | 2  | どんないいこと             |         |                                |                     |
| 1996年 | 第25回           | 3  | SHAKE                      |         |                                |                     |
| 1997年 | 第26回           | 4  | Peace!                     |         |                                |                     |
| 1998年 | 第27回           | 5  | 夜空ノムコウ               |         |                                |                     |
| 1999年 | 第28回           | 6  | Fly                        | 24/25   |                                |                     |
| 2000年 | 第29回           | 7  | らいおんハート             | 26/28   |                                |                     |
| 2001年 | 第30回           | 8  | 雪が降ってきた             | 28/30   |                                |                     |
| 2001年 | 第30回           | 8  | オレンジ                   | 29/30   |                                |                     |
| 2003年 | 第32回           | 9  | 世界に一つだけの花         | 37/37   |                                | 大トリ              |
| 2005年 | 第34回           | 10 | BANG! BANG! バカンス!      | 1/35    |                                | トップバッター      |
| 2005年 | 第34回           | 10 | Triangle                   | 35/35   |                                | 大トリ（2）         |
| 2006年 | 第35回           | 11 | Dear WOMAN                 | 1/39    |                                | トップバッター（2） |
| 2006年 | 第35回           | 11 | ありがとう                 | 39/39   |                                | 大トリ（3）         |
| 2007年 | 第36回           | 12 | 弾丸ファイター             | 1/34    |                                | トップバッター（3） |
| 2007年 | 第36回           | 12 | Christmas Night            | 34/34   |                                | 大トリ（4）         |
| 2008年 | 第37回           | 13 | Still U                    | 1/39    |                                | トップバッター（4） |
| 2008年 | 第37回           | 13 | この瞬間、きっと夢じゃない | 39/39   |                                | 大トリ（5）         |
| 2009年 | 第38回           | 14 | そっと きゅっと            | 1/46    |                                | トップバッター（5） |
| 2009年 | 第38回           | 14 | 世界に一つだけの花         | 46/46   | SMAP×小倉博和×宮本笑里         | 大トリ（6）         |
| 2010年 | 第39回           | 15 | This is love               | 1/74    | SMAP×NAOKI (LOVE PSYCHEDELICO) | トップバッター（6） |
| 2010年 | 第39回           | 15 | Love & Peace Inside?       | 63/74   | SMAP×槇原敬之                  |                     |
| 2011年 | 第40回           | 16 | ダイナマイト               | 66/81   | SMAP×久保田利伸                |                     |
| 2011年 | 第40回           | 16 | TIMEシャワーに射たれて…    | 67/81   | 久保田利伸×SMAP                |                     |
| 2011年 | 第40回           | 16 | がんばりましょう           | 68/81   |                                |                     |
| 2011年 | 第40回           | 16 | 笑顔のまんま               | 75/81   | BEGIN×明石家さんま×SMAP        |                     |
| 2011年 | 第40回           | 16 | 僕の半分                   | 81/81   |                                | 大トリ（7）         |
| 2012年 | 第41回           | 17 | SHAKE                      | 1/79    |                                | トップバッター（7） |
| 2012年 | 第41回           | 17 | gift                       | 79/79   | SMAP×VOJA                      | 大トリ（8）         |
| 2013年 | 第42回           | 18 | SHAKE                      | 1/76    |                                | トップバッター（8） |
| 2013年 | 第42回           | 18 | 棚からぼたもち             | 30/76   | 中居正広×舞祭組                |                     |
| 2013年 | 第42回           | 18 | 桜木町                     | 32/76   | 香取慎吾×ゆず                  |                     |
| 2013年 | 第42回           | 18 | EZ DO DANCE                | 33/76   | 草彅剛×TRF×小室哲哉            |                     |
| 2013年 | 第42回           | 18 | 接吻 -kiss-                | 58/76   | 稲垣吾郎×田島貴男              |                     |
| 2013年 | 第42回           | 18 | 今宵の月のように           | 64/76   | 木村拓哉×エレファントカシマシ  |                     |
| 2013年 | 第42回           | 18 | シャレオツ                 | 76/76   |                                | 大トリ（9）         |
| 2014年 | 第43回           | 19 | SHAKE                      | 50/105  |                                |                     |
| 2014年 | 第43回           | 19 | ハイティーン・ブギ         | 54/105  | 近藤真彦×SMAP×Kis-My-Ft2       |                     |
| 2014年 | 第43回           | 19 | Amazing Discovery          | 105/105 |                                | 大トリ（10）        |
| 2015年 | 第44回 （第1夜） | 20 | 雪が降ってきた             | 78/79   |                                |                     |
| 2015年 | 第44回 （第1夜） | 20 | Otherside                  | 79/79   | SMAP×MIYAVI                    | 大トリ（11）        |

「FNSうたの夏まつり」 - 2016年は出演を辞退。
| 年度   | 放送回 | 回 | 曲目                     | 曲順  | コラボレーション・ソロ          | 備考                |
| ------ | ------ | -- | ------------------------ | ----- | ------------------------------- | ------------------- |
| 2012年 | 第1回  | 初 | Moment                   | 1/84  |                                 | トップバッター      |
| 2012年 | 第1回  | 初 | gift                     | 84/84 |                                 | 大トリ              |
| 2013年 | 第2回  | 2  | SHAKE                    | 1/82  |                                 | トップバッター（2） |
| 2013年 | 第2回  | 2  | 上を向いて歩こう         | 10/82 | 香取慎吾×ナオト・インティライミ |                     |
| 2013年 | 第2回  | 2  | あの素晴しい愛をもう一度 | 34/82 | 稲垣吾郎×大橋トリオ             |                     |
| 2013年 | 第2回  | 2  | ずっと好きだった         | 74/82 | 木村拓哉×斉藤和義               |                     |
| 2013年 | 第2回  | 2  | Joy!!                    | 82/82 | SMAP×津野米咲（赤い公園）×ALL   | 大トリ（2）         |
| 2014年 | 第3回  | 3  | SHAKE                    | 1/74  |                                 | トップバッター（3） |
| 2014年 | 第3回  | 3  | 夜空ノムコウ             | 57/74 | SMAP×スガシカオ                 |                     |
| 2014年 | 第3回  | 3  | Top Of The World         | 74/74 |                                 | 大トリ（3）         |
| 2015年 | 第4回  | 4  | BANG! BANG! バカンス!    | 24/69 |                                 |                     |
| 2015年 | 第4回  | 4  | 華麗なる逆襲             | 69/69 |                                 | 大トリ（4）         |

#### ミュージックステーション
テレビ朝日系列で放送されている『ミュージックステーション』はデビュー年の1991年から出演。2015年までで、全126回出演した。
| 『ミュージックステーション』SMAP出演リスト | 『ミュージックステーション』SMAP出演リスト | 『ミュージックステーション』SMAP出演リスト | 『ミュージックステーション』SMAP出演リスト                         | 『ミュージックステーション』SMAP出演リスト |
| 回                                         | 年                                         | 放送日時                                   | 歌唱楽曲                                                           | 備考                                       |
| ------------------------------------------ | ------------------------------------------ | ------------------------------------------ | ------------------------------------------------------------------ | ------------------------------------------ |
|                                            | 1991年                                     | 3月15日                                    | Funky Flash / 風の中の少年                                         | 光GENJI with SMAPとしての出演              |
| 1                                          | 1991年                                     | 9月6日                                     | Can't Stop!! -LOVING-                                              | 『ミュージックステーション』初出演         |
| 2                                          | 1991年                                     | 9月20日                                    | Can't Stop!! -LOVING-                                              |                                            |
| 3                                          | 1991年                                     | 11月15日                                   | 正義の味方はあてにならない                                         |                                            |
| 4                                          | 1991年                                     | 12月6日                                    | 正義の味方はあてにならない                                         |                                            |
| 5                                          | 1992年                                     | 3月20日                                    | 心の鏡                                                             |                                            |
| 6                                          | 1992年                                     | 10月16日                                   | NEVER GIVE UP / 豹になれ                                           | SAY・S & SMAPとしての出演                  |
|                                            | 1992年                                     | 11月6日                                    | スマイル戦士 音レンジャー                                          | 「音松くん」としての出演                   |
| 7                                          | 1992年                                     | 11月20日                                   | 笑顔のゲンキ                                                       |                                            |
| 8                                          | 1992年                                     | 12月11日                                   | 雪が降ってきた                                                     |                                            |
| 9                                          | 1993年                                     | 1月22日                                    | 雪が降ってきた                                                     |                                            |
| 10                                         | 1993年                                     | 1月29日                                    | 雪が降ってきた                                                     |                                            |
| 11                                         | 1993年                                     | 2月26日                                    | ずっと忘れない                                                     |                                            |
| 12                                         | 1993年                                     | 3月12日                                    | ずっと忘れない                                                     |                                            |
| 13                                         | 1993年                                     | 3月19日                                    | ずっと忘れない                                                     |                                            |
| 14                                         | 1993年                                     | 4月9日                                     | 雪が降ってきた / ずっと忘れない                                    |                                            |
| 15                                         | 1993年                                     | 6月4日                                     | はじめての夏                                                       |                                            |
| 16                                         | 1993年                                     | 6月11日                                    | はじめての夏                                                       |                                            |
| 17                                         | 1993年                                     | 9月10日                                    | 君は君だよ                                                         |                                            |
| 18                                         | 1993年                                     | 9月24日                                    | 君は君だよ                                                         |                                            |
| 19                                         | 1993年                                     | 11月5日                                    | $10                                                                |                                            |
| 20                                         | 1993年                                     | 11月12日                                   | $10                                                                |                                            |
| 21                                         | 1993年                                     | 12月24日                                   | $10                                                                |                                            |
| 22                                         | 1994年                                     | 1月14日                                    | 君色思い                                                           |                                            |
| 23                                         | 1994年                                     | 1月28日                                    | $10 / 君色思い                                                     |                                            |
| 24                                         | 1994年                                     | 2月11日                                    | 君色思い                                                           |                                            |
| 25                                         | 1994年                                     | 2月18日                                    | $10 (MOD Mix) / 失くしたり見つけたりのEveryDay                     |                                            |
| 26                                         | 1994年                                     | 3月11日                                    | Hey Hey おおきに毎度あり                                           |                                            |
| 27                                         | 1994年                                     | 4月1日                                     | $10 / Hey Hey おおきに毎度あり                                     |                                            |
| 28                                         | 1994年                                     | 5月20日                                    | Hey Hey おおきに毎度あり                                           |                                            |
| 29                                         | 1994年                                     | 5月27日                                    | オリジナル スマイル                                                |                                            |
| 30                                         | 1994年                                     | 6月3日                                     | オリジナル スマイル                                                |                                            |
| 31                                         | 1994年                                     | 6月24日                                    | オリジナル スマイル                                                |                                            |
| 32                                         | 1994年                                     | 7月15日                                    | オリジナル スマイル                                                |                                            |
| 33                                         | 1994年                                     | 9月9日                                     | がんばりましょう                                                   |                                            |
| 34                                         | 1994年                                     | 10月7日                                    | $10 / Hey Hey おおきに毎度あり / がんばりましょう                  |                                            |
| 35                                         | 1994年                                     | 10月28日                                   | がんばりましょう                                                   |                                            |
| 36                                         | 1994年                                     | 12月23日                                   | たぶんオーライ                                                     |                                            |
| 37                                         | 1994年                                     | 12月30日                                   | がんばりましょう                                                   |                                            |
| 38                                         | 1995年                                     | 1月13日                                    | たぶんオーライ                                                     |                                            |
| 39                                         | 1995年                                     | 1月20日                                    | がんばりましょう                                                   |                                            |
| 40                                         | 1995年                                     | 2月3日                                     | たぶんオーライ                                                     |                                            |
| 41                                         | 1995年                                     | 2月17日                                    | KANSHAして                                                         |                                            |
| 42                                         | 1995年                                     | 3月5日                                     | 仰げば尊し / KANSHAして                                            |                                            |
| 43                                         | 1995年                                     | 3月24日                                    | KANSHAして                                                         |                                            |
| 44                                         | 1995年                                     | 4月7日                                     | がんばりましょう / オリジナル スマイル / KANSHAして                |                                            |
| 45                                         | 1995年                                     | 4月28日                                    | KANSHAして                                                         |                                            |
| 46                                         | 1995年                                     | 5月26日                                    | しようよ                                                           |                                            |
| 47                                         | 1995年                                     | 6月9日                                     | しようよ                                                           |                                            |
| 48                                         | 1995年                                     | 7月7日                                     | KANSHAして (wah wah version) / しようよ                            |                                            |
| 49                                         | 1995年                                     | 7月21日                                    | Theme of 007 / KANSHAして / たぶんオーライ / しようよ              |                                            |
| 50                                         | 1995年                                     | 9月8日                                     | どんないいこと                                                     |                                            |
| 51                                         | 1995年                                     | 9月22日                                    | どんないいこと                                                     |                                            |
| 52                                         | 1995年                                     | 10月6日                                    | がんばりましょう / どんないいこと                                  |                                            |
| 53                                         | 1995年                                     | 11月10日                                   | 俺たちに明日はある                                                 |                                            |
| 54                                         | 1995年                                     | 11月17日                                   | 俺たちに明日はある                                                 |                                            |
| 55                                         | 1995年                                     | 12月29日                                   | 俺たちに明日はある                                                 | ライブ会場から生中継                       |
| 56                                         | 1996年                                     | 1月19日                                    | 胸さわぎを頼むよ / 俺たちに明日はある                              |                                            |
| 57                                         | 1996年                                     | 2月2日                                     | 胸さわぎを頼むよ                                                   |                                            |
| 58                                         | 1996年                                     | 3月8日                                     | 胸さわぎを頼むよ                                                   |                                            |
| 59                                         | 1996年                                     | 5月3日                                     | はだかの王様 ～シブトクつよく～                                    |                                            |
| 60                                         | 1996年                                     | 7月26日                                    | 青いイナズマ                                                       |                                            |
| 61                                         | 1996年                                     | 8月16日                                    | 青いイナズマ                                                       |                                            |
| 62                                         | 1996年                                     | 10月4日                                    | 青いイナズマ / 俺たちに明日はある / どんないいこと / 青いイナズマ  |                                            |
| 63                                         | 1996年                                     | 11月8日                                    | SHAKE                                                              |                                            |
| 64                                         | 1996年                                     | 12月17日                                   | SHAKE                                                              |                                            |
| 65                                         | 1997年                                     | 3月28日                                    | ダイナマイト                                                       |                                            |
| 66                                         | 1997年                                     | 5月23日                                    | セロリ                                                             |                                            |
| 67                                         | 1997年                                     | 10月3日                                    | ダイナマイト / バタフライ / セロリ / Peace!                        |                                            |
|                                            | 1997年                                     | 10月31日                                   | みんないい子                                                       | 「香取慎吾&原由子」で出演                  |
| 68                                         | 1997年                                     | 12月26日                                   | 夜空ノムコウ / Peace!                                              |                                            |
| 69                                         | 1998年                                     | 1月16日                                    | 夜空ノムコウ                                                       |                                            |
| 70                                         | 1998年                                     | 2月20日                                    | 夜空ノムコウ                                                       |                                            |
| 71                                         | 1998年                                     | 5月8日                                     | たいせつ                                                           |                                            |
| 72                                         | 1998年                                     | 12月25日                                   | 夜空ノムコウ                                                       |                                            |
| 73                                         | 1999年                                     | 2月12日                                    | 朝日を見に行こうよ                                                 |                                            |
| 74                                         | 1999年                                     | 7月9日                                     | Fly                                                                |                                            |
| 75                                         | 1999年                                     | 12月24日                                   | Fly                                                                |                                            |
| 76                                         | 2000年                                     | 1月14日                                    | Let It Be                                                          |                                            |
| 77                                         | 2000年                                     | 2月25日                                    | Let It Be                                                          |                                            |
|                                            | 2000年                                     | 8月18日                                    | 慎吾ママのおはロック                                               | 「慎吾ママ」で出演                         |
| 78                                         | 2000年                                     | 8月25日                                    | らいおんハート                                                     |                                            |
|                                            | 2000年                                     | 9月15日                                    | 慎吾ママのおはロック                                               | 「慎吾ママ」で出演                         |
| 79                                         | 2000年                                     | 10月6日                                    | らいおんハート                                                     |                                            |
| 80                                         | 2001年                                     | 3月30日                                    | らいおんハート / がんばりましょう / ダイナマイト / 夜空ノムコウ    |                                            |
| 81                                         | 2001年                                     | 8月3日                                     | Smac                                                               |                                            |
|                                            | 2001年                                     | 8月24日                                    | 慎吾ママの学園天国 -校門篇-                                        | 「慎吾ママ」で出演                         |
| 82                                         | 2002年                                     | 5月10日                                    | freebird                                                           |                                            |
|                                            | 2002年                                     | 6月21日                                    | 愛の唄 ～チョルマン・サランヘヨ～                                  | 「チョナン・カン」で出演                   |
| 83                                         | 2002年                                     | 12月27日                                   | FIVE RESPECT / freebird                                            |                                            |
| 84                                         | 2003年                                     | 3月7日                                     | 世界に一つだけの花 (シングル・ヴァージョン)                        |                                            |
| 85                                         | 2003年                                     | 4月18日                                    | 世界に一つだけの花 (シングル・ヴァージョン)                        |                                            |
| 86                                         | 2003年                                     | 12月26日                                   | 世界に一つだけの花 (ミュージックステーション スペシャルバージョン) |                                            |
|                                            | 2004年                                     | 3月12日                                    | Wonderful Life                                                     | 「&G」で出演                               |
|                                            | 2004年                                     | 8月27日                                    | HATTORI³                                                           | 「ハットリくん」で出演                     |
| 87                                         | 2005年                                     | 1月21日                                    | 友だちへ～Say What You Will～                                      |                                            |
| 88                                         | 2005年                                     | 7月29日                                    | BANG! BANG! バカンス!                                              |                                            |
| 89                                         | 2005年                                     | 8月5日                                     | BANG! BANG! バカンス!                                              |                                            |
| 90                                         | 2005年                                     | 11月25日                                   | Triangle                                                           |                                            |
| 91                                         | 2005年                                     | 12月23日                                   | Triangle                                                           |                                            |
| 92                                         | 2006年                                     | 5月5日                                     | Dear WOMAN                                                         |                                            |
| 93                                         | 2006年                                     | 8月11日                                    | Dear WOMAN / Nai Yai Yai                                           |                                            |
| 94                                         | 2006年                                     | 10月13日                                   | ありがとう                                                         |                                            |
| 95                                         | 2006年                                     | 12月22日                                   | ありがとう / Dear WOMAN                                            |                                            |
| 96                                         | 2007年                                     | 4月6日                                     | Mermaid                                                            |                                            |
| 97                                         | 2007年                                     | 11月30日                                   | 弾丸ファイター                                                     |                                            |
| 98                                         | 2007年                                     | 12月21日                                   | Christmas Night / 弾丸ファイター                                   |                                            |
| 99                                         | 2008年                                     | 3月7日                                     | そのまま                                                           |                                            |
| 100                                        | 2008年                                     | 12月26日                                   | この瞬間、きっと夢じゃない / はじまりのうた                        |                                            |
|                                            | 2009年                                     | 7月31日                                    | こちら葛飾区亀有公園前派出所                                       | 「両さん」で出演                           |
|                                            | 2009年                                     | 8月7日                                     | こちら葛飾区亀有公園前派出所                                       | 「両さん」で出演                           |
| 101                                        | 2009年                                     | 8月28日                                    | BANG! BANG! バカンス! / そっと きゅっと                            |                                            |
| 102                                        | 2009年                                     | 9月4日                                     | スーパースター★                                                    |                                            |
| 103                                        | 2009年                                     | 12月25日                                   | そっと きゅっと / スーパースター★                                  |                                            |
| 104                                        | 2010年                                     | 7月16日                                    | We are SMAP!                                                       |                                            |
| 105                                        | 2010年                                     | 8月13日                                    | This is love                                                       |                                            |
| 106                                        | 2010年                                     | 12月24日                                   | This is love / オレンジ                                            |                                            |
| 107                                        | 2011年                                     | 5月6日                                     | not alone ～幸せになろうよ～                                       |                                            |
|                                            | 2011年                                     | 8月12日                                    | 三百六十五歩のマーチ                                               | 「両さん」で出演                           |
| 108                                        | 2011年                                     | 8月19日                                    | 夜空ノムコウ / オリジナル スマイル                                 |                                            |
| 109                                        | 2011年                                     | 12月9日                                    | 僕の半分                                                           |                                            |
| 110                                        | 2011年                                     | 12月23日                                   | 僕の半分 / オリジナル スマイル                                     |                                            |
| 111                                        | 2012年                                     | 4月27日                                    | さかさまの空                                                       |                                            |
| 112                                        | 2012年                                     | 8月10日                                    | Moment                                                             |                                            |
|                                            | 2012年                                     | 11月30日                                   | MONSTERS                                                           | 「The MONSTERS」で出演                     |
| 113                                        | 2012年                                     | 12月21日                                   | Triangle / gift                                                    |                                            |
| 114                                        | 2013年                                     | 3月1日                                     | Battery / Mistake!                                                 |                                            |
| 115                                        | 2013年                                     | 7月5日                                     | セロリ / Joy!!                                                     |                                            |
| 116                                        | 2013年                                     | 12月13日                                   | シャレオツ                                                         |                                            |
| 117                                        | 2013年                                     | 12月27日                                   | Battery / がんばりましょう / らいおんハート / シャレオツ           |                                            |
| 118                                        | 2014年                                     | 3月21日                                    | 旅立ちの日に / Yes we are / ココカラ                               |                                            |
| 119                                        | 2014年                                     | 4月11日                                    | Yes we are                                                         |                                            |
| 120                                        | 2014年                                     | 7月25日                                    | Top Of The World / シャレオツ / BANG! BANG! バカンス!              |                                            |
| 121                                        | 2014年                                     | 12月26日                                   | Joy!! / Dear WOMAN / Top Of The World                              |                                            |
| 122                                        | 2015年                                     | 2月6日                                     | 華麗なる逆襲                                                       |                                            |
| 123                                        | 2015年                                     | 2月13日                                    | ユーモアしちゃうよ                                                 |                                            |
| 124                                        | 2015年                                     | 9月4日                                     | Otherside                                                          |                                            |
| 125                                        | 2015年                                     | 9月11日                                    | 愛が止まるまでは                                                   |                                            |
| 126                                        | 2015年                                     | 12月25日                                   | Christmas Night / SHAKE / 愛が止まるまでは                         |                                            |

#### ドキュメンタリー番組
- スーパーテレビ情報最前線「美しすぎる男たち!SMAP密着120日」（1996年1月15日、日本テレビ）
- プロフェッショナル 仕事の流儀「SMAPスペシャル」（2011年10月10日、NHK総合）

### テレビドラマ
- あぶない少年III（1988年10月12日 - 1989年3月29日、テレビ東京） - 主演・本人 役
- 新春!時間ですよスペシャル｢梅の湯の結婚式はギャグでいっぱい｣（1990年1月2日、TBS） - 宝田ヒロシ（中居）の友達 役（ゲスト出演）
- もっと、ときめきを―ふたりまでの距離―（1992年3月17日、日本テレビ） - 本人 役（ゲスト出演）
- 僕が僕であるために（1997年1月3日、フジテレビ） - 主演
- 古畑任三郎 vs SMAP（1999年1月3日、フジテレビ） - 本人 役
- 世にも奇妙な物語 SMAPの特別編（2001年1月1日、フジテレビ） - 主演（リレー形式）
- X'smap〜虎とライオンと五人の男〜（2004年12月25日、フジテレビ） - 主演

バラエティ番組内SMAP主演ドラマ
- ヤンヤンもぎたて族（テレビ東京）
  - P.S. 覚えとけよ!（1990年8月12日） - 本人 役
- 満員御礼!学園キッズ（テレビ東京）
  - The Stars Memory（1990年10月4日 - 1991年3月28日）
- 愛ラブSMAP!（テレビ東京）
  - ドラマチックSMAP
    - 好きなのに…（1991年10月13日 - 27日） - 木村（田村栄一 役）、香取（木島保夫 役）
    - 振り向けば君…（1991年11月3日 - 24日） - 中居（石田良一 役）、草彅（小林隆 役）
    - 10年目のイブ（1991年12月15日 - 22日） - 稲垣（足立達也 役）、森（山本哲夫 役）
- SMAPのがんばりましょう（フジテレビ）
  - NAKED BANANAS （1995年4月12日 - 7月5日） - 中居（剣城満 役）、木村（工藤伸二 役）、稲垣（ロイ・ジョット 役）、森（玉置信一 役）、草彅（馬越昭生 役）、香取（沢口徹 役）
  - Going Nuts （1995年7月12日 - 1995年9月29日）  - 中居（ボン 役）、木村（プー 役）、稲垣（センセイ 役）、森（バブリー 役）、草彅（オヤジ 役）、香取（コゾウ 役）
- SMAP×SMAP（関西テレビ・フジテレビ）
  - Smap Short Films（2001年4月9日） - 草彅、香取（ショートドラマ7作品）
  - Mistake!（2013年3月4日 - 4月8日） - 木村（光男 役）、草彅（孝弘 役）、香取（修次 役）
- SMAP☆がんばりますっ!!（テレビ朝日）
  - 毒トマト殺人事件（2010年7月1日） - 本人役　（内緒で撮影され事前ロケや生放送の映像をつなぎ合わせてドラマ化したもの）
- SMAP GO!GO!（2013年9月30日、フジテレビ）
  - 古畑任三郎 vs SMAP その後…  - 本人役（5分間の生ドラマ）
- 武器はテレビ。 SMAP×FNS 27時間テレビ（2014年7月26日、フジテレビ）
  - 俺たちに明日はある - 本人役（モキュメンタリードラマ）

### テレビアニメ
- サザエさん（2014年7月27日、フジテレビ「FNS27時間テレビ」） - 本人役（ゲスト出演）

### ラジオ番組
- POP・SMAP（1989年4月 - 1992年、TBSラジオ）
1990年10月12日より30分番組に拡大。
- Hi!SMAP（1989年、文化放送「圭修のアイドル共和国」内）
  - SMAP's map（1990年、同上）
- STOP THE SMAP（1991年10月7日 - 2012年3月、文化放送）
2012年4月からは同タイトルのまま稲垣の単独番組に。
- SMAPのオールナイトニッポン（1993年6月12日・第2部、2003年6月25日・第1部、ニッポン放送）
- スクランブルSMAP（1993年10月 - 1995年3月、TBSラジオ）
1995年4月からは同タイトルのまま森・香取の番組に。
- SMAPの天気予報（1994年 - 1996年、TOKYO FM）
  - おはようSMAP（1996年 - 2016年12月30日[70]、TOKYO FM）
- SMAP&ジャニーズ スーパー電リク（1997年、TOKYO FM）

### CM
- 森永乳業 SMAP（飲料）（1989年）
- トンボ トンボ学生服（1989年）
- パナソニック

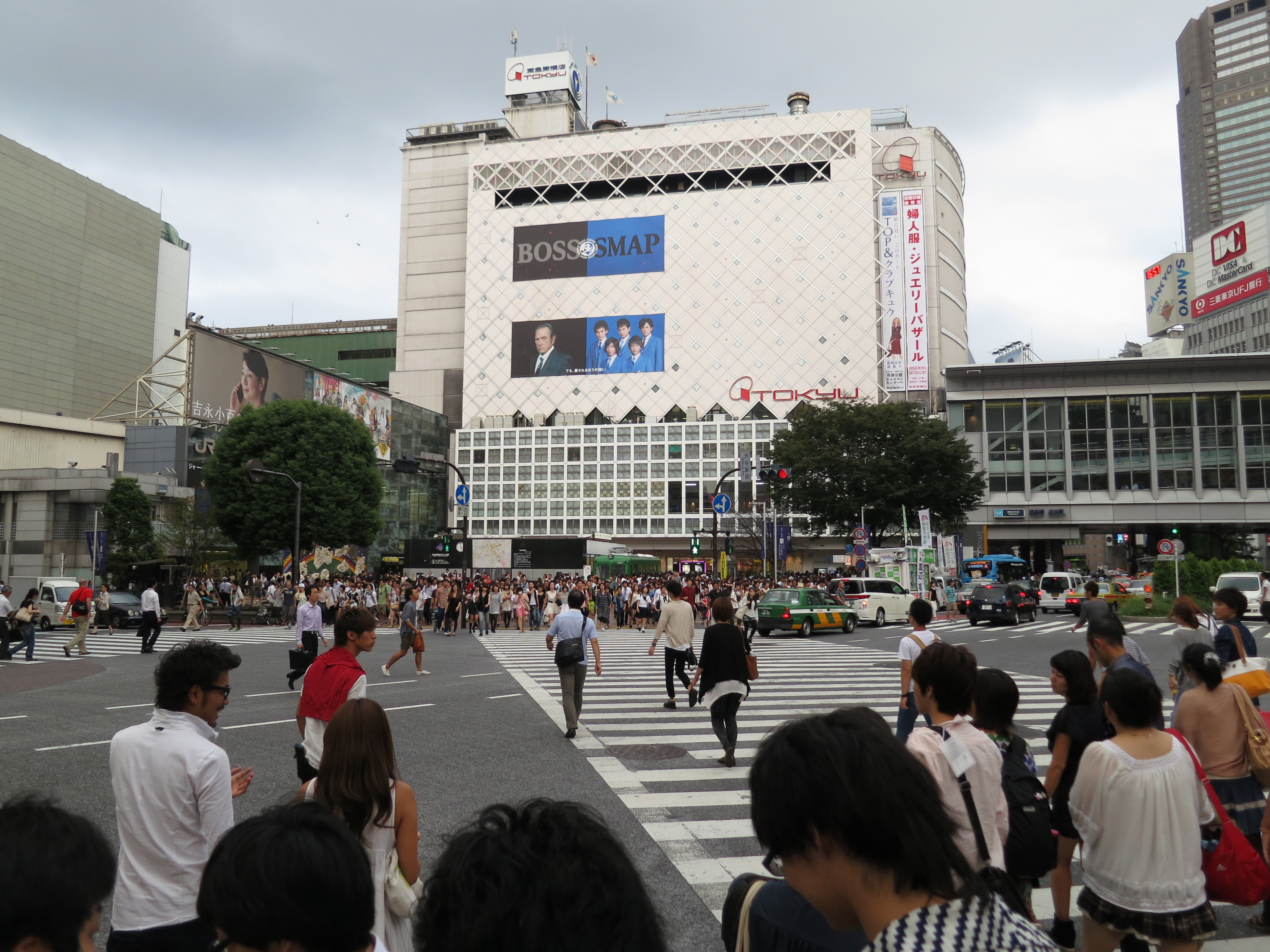
サントリーBOSSの広告(2013年)

  - おたっくす（FAX）（1991年、1992年）
  - スララ（ワープロ）（1992年）
  - ででんのでん（電話機）（1993年）
- ロッテ
  - イタリアーノ（アイス）（1992年）
  - シリアルチョコレート（1992年）
  - バケーション（1992年）
  - ビッグコーン（1993年、1994年）
  - シュガーレスガム（1994年、1995年）
- ローソン JOHNNYS WORLD VISUAL RECORD（1994年 - 1996年）
- 味の素 クノール 北海道コーンポタージュ（1995年、1996年）
- NTT、NTT東日本
  - NTT 企業CM（1995年 - 1999年）
  - NTT東日本 企業CM（1999年 - 2009年）
  - フレッツ光（NTT東日本、2006年 - 2008年）※東日本限定
- エースコック
  - EXヌードル（1995年）
  - スーパーカップ（1996年）
  - 大盛りいか焼そば（1996年）
- 日本テレビ 劇空間プロ野球（1996年、1997年）
- エニックス、スクウェア・エニックス
  - ドラゴンクエストVII エデンの戦士たち（2000年）
  - ドラゴンクエストVIII 空と海と大地と呪われし姫君（2004年）
  - ドラゴンクエストIX 星空の守り人（2009年）
  - ドラゴンクエストX 目覚めし五つの種族 オンライン（2012年）
- 全日空 ANA（2001年 - 2003年）
- 東京海上日動火災保険
  - 自動車保険・トータルアシスト（2004年、2005年） ※2005年にテレビ朝日で中継されたサッカー 日本×北朝鮮で放映された1回限りの90秒CM
- 三井不動産
  - 芝浦アイランド（2005年、2006年）※関東地方限定
- リクルート
  - ホットペッパー（2006年、2007年）　※SMAPの各種映像作品、テレビ番組から抜粋した映像に、山崎隆明がアテレコしたもの。
- 大塚製薬 ポカリスエット（2007年、2008年）
- ソフトバンクモバイル
  - 企業CM（2009年 - 2015年、2016年）
  - SoftBank 941SH（2009年）
  - iPhone 3G（2010年）
  - SoftBank 002P（2011年）
  - SoftBank 007SH（2011年）
  - SoftBank 200SH（2012年）
  - SoftBank 302SH（2013年）
  - UULA（2013年）
- ACジャパン（2011年）
- ドール・フード・カンパニー スウィーティオバナナ（2011年）
- セブン&アイ・ホールディングス
  - 夏ギフト、冬ギフト（2012年 - 2013年）
  - セブンプレミアム（2012年 - 2016年）
  - そごう・西武（2012年）
- サントリーフーズ ボス
  - レインボーマウンテンブレンド（2013年、2014年）
  - グランアロマ（2013年、2014年）
- ユニバーサル・スタジオ・ジャパン
  - ウィザーディング・ワールド・オブ・ハリー・ポッター（2014年 - 2016年）

### 映画
- シュート! （1994年） - 主演

### 舞台
- 聖闘士星矢 （1991年8月15日 - 9月1日、青山劇場） - 主演
- ドラゴンクエスト （1992年、京都・南座） - 主演
- ANOTHER〜沈黙の島編・少年の島編 （1993年、天王洲・アートスフィア／京都・南座） - 主演

### イベント
- ヤングアイドル野球大会（1988年6月）
  - ABC ヤングアイドル野球大会（1992年7月12日／1993年6月19日）
- デビュー記念握手会（1991年9月9日、西武園ゆうえんち）
  - 握手会（1992年4月4日、こどもの国／1993年9月15日、横浜アリーナ）
- 明治大学駿河台祭（1992年11月2日）
- ジャニーズ運動会（1996年10月10日、東京ドーム）
- Marching J（2011年4月2日・4月3日／2012年3月11日）
- SMAP ファンミーティング2011（2011年8月14日 – 9月9日、全5か所）
  - SMAP FaN×FuN PARTY 2011（2011年11月12日・13日、東京ドーム）
- プロ野球80周年開幕戦スペシャル「巨人×阪神」開幕戦セレモニー（2014年3月28日、東京ドーム）
- The Wizarding World of Harry Potter オープン日発表記念式典（2014年4月18日、ユニバーサル・スタジオ・ジャパン）

## コンサート
| 1991年 | SMAP FIRST CONCERT                                                                     | 単発コンサート | 1月1日              | 1か所3公演           | この年以降1996年まで、元日にコンサートを行なうことが恒例となった。 |
| 1991年 | SMAP FIRST CONCERT                                                                     | 日本武道館 |                     |                      | この年以降1996年まで、元日にコンサートを行なうことが恒例となった。 |
| 1991年 | SPRING SMAP'91                                                                         | ツアー | 3月24日 - 4月3日    | 3か所3公演           | |
| 1991年 | SPRING SMAP'91                                                                         | 横浜アリーナ、愛知厚生年金会館、大阪厚生年金会館 |                     |                      | |
| 1992年 | SMAP'92「やってきましたお正月!!」                                                      | ツアー | 1月1日 - 1月7日     | 3か所、公演数不明    | CDデビュー後の初ツアー。 |
| 1992年 | SMAP'92「やってきましたお正月!!」                                                      | 日本武道館、愛知厚生年金会館、大阪厚生年金会館 |                     |                      | CDデビュー後の初ツアー。 |
| 1992年 | SPRING SMAP'92                                                                         | ツアー | 3月21日 - 4月5日    | 6か所、公演数不明    | 初めて東名阪以外の地方で公演したツアー。東京公演は、追加公演として急遽決定した。 |
| 1992年 | SPRING SMAP'92                                                                         | 北海道厚生年金会館、宮城県民会館、かつしかシンフォニーヒルズ、京都会館、広島アステールプラザ、福岡市民会館 |                     |                      | 初めて東名阪以外の地方で公演したツアー。東京公演は、追加公演として急遽決定した。 |
| 1992年 | SMAP'92 SUMMER CONCERT "負けるなBaby!"                                                 | ツアー | 8月26日 - 8月31日   | 3か所、公演数不明    | |
| 1992年 | SMAP'92 SUMMER CONCERT "負けるなBaby!"                                                 | 日本武道館、名古屋レインボーホール、大阪城ホール |                     |                      | |
| 1992年 | 明治大学駿台祭SMAPライブ                                                               | 学園祭 | 11月2日             | 1か所1公演           | |
| 1992年 | 明治大学駿台祭SMAPライブ                                                               | 明治大学 |                     |                      | |
| 1993年 | NEW YEAR CONCERT 1993                                                                  | ツアー | 1月1日 - 1月8日     | 3か所、公演数不明    | |
| 1993年 | NEW YEAR CONCERT 1993                                                                  | 日本武道館、愛知厚生年金会館、大阪厚生年金会館 |                     |                      | |
| 1993年 | 夢がMORI MORI Spring Concert                                                           | イベント | 3月5日              | 1か所1公演           | 『夢がMORI MORI』の企画にて行なわれたスペシャルコンサート。同番組から森口博子、森脇健児も出演。 |
| 1993年 | 夢がMORI MORI Spring Concert                                                           | 中野サンプラザ |                     |                      | 『夢がMORI MORI』の企画にて行なわれたスペシャルコンサート。同番組から森口博子、森脇健児も出演。 |
| 1993年 | SPRING SMAP'93                                                                         | ツアー | 3月21日 - 4月24日   | 9か所、公演数不明    | 「SPRING SMAP」というタイトルを使用したのは、このツアーが最後。 |
| 1993年 | SPRING SMAP'93                                                                         | 北海道厚生年金会館、仙台サンプラザ、大宮ソニックシティ、神奈川県民ホール、静岡市民文化会館、京都会館、神戸国際会館、広島アステールプラザ、福岡サンパレス |                     |                      | 「SPRING SMAP」というタイトルを使用したのは、このツアーが最後。 |
| 1994年 | NEW YEAR CONCERT 1994                                                                  | ツアー | 1月1日 - 1月7日     | 4か所17公演          | 東京公演は1日6回公演を行なった。大阪城ホールは追加公演として行われた。 |
| 1994年 | NEW YEAR CONCERT 1994                                                                  | 日本武道館、愛知厚生年金会館、大阪城ホール、大阪厚生年金会館 |                     |                      | 東京公演は1日6回公演を行なった。大阪城ホールは追加公演として行われた。 |
| 1994年 | 夢がMORI MORI Spring Concert'94                                                        | イベント | 3月9日              | 1か所1公演           | 『夢がMORI MORI』の企画にて行なわれたスペシャルコンサートの第2弾。前回と同じく森口博子、森脇健児も出演。 |
| 1994年 | 夢がMORI MORI Spring Concert'94                                                        | 中野サンプラザ |                     |                      | 『夢がMORI MORI』の企画にて行なわれたスペシャルコンサートの第2弾。前回と同じく森口博子、森脇健児も出演。 |
| 1994年 | SPRING CONCERT 1994 "Hey Hey おおきに毎度あり"                                         | ツアー | 4月30日 - 5月8日    | 4か所、公演数不明    | |
| 1994年 | SPRING CONCERT 1994 "Hey Hey おおきに毎度あり"                                         | 東京厚生年金会館、横浜アリーナ、愛知厚生年金会館、大阪万博ホール |                     |                      | |
| 1994年 | SEXY SIX SHOW                                                                          | ツアー | 7月24日 - 8月30日   | 13か所64公演         | 初の東名阪を交えた本格的な全国ツアー。 |
| 1994年 | SEXY SIX SHOW                                                                          | 北海道厚生年金会館、仙台サンプラザ、群馬県民会館、日本武道館、新潟テルサ、石川厚生年金会館、名古屋市公会堂、京都南座、大阪厚生年金会館、広島メルパルクホール、福岡サンパレス、長崎市公会堂、鹿児島県文化センター                                                                                                   |                     |                      | 初の東名阪を交えた本格的な全国ツアー。 |
| 1995年 | COOL JANUARY                                                                           | ツアー | 1月1日 - 1月6日     | 3か所、公演数不明    | ツアー初日の1月1日、日本武道館にて、SMAP初のベストアルバム『COOL』を同時リリースした。 |
| 1995年 | COOL JANUARY                                                                           | 日本武道館、名古屋レインボーホール、大阪城ホール |                     |                      | ツアー初日の1月1日、日本武道館にて、SMAP初のベストアルバム『COOL』を同時リリースした。 |
| 1995年 | ジャニーズワールドスペシャル 「COOL COOL SMAP '95」                                    | イベント | 1月29日 - 2月26日   | 公演箇所・公演数不明 | |
| 1995年 | ジャニーズワールドスペシャル 「COOL COOL SMAP '95」                                    | 仙台サンプラザ、横浜アリーナ、大阪城ホール、日本武道館 |                     |                      | |
| 1995年 | COOL SPRING                                                                            | ツアー | 3月31日 - 4月4日    | 3か所、公演数不明    | |
| 1995年 | COOL SPRING                                                                            | 日本武道館、名古屋レインボーホール、大阪城ホール |                     |                      | |
| 1995年 | SUMMER MINNA ATUMARE PARTY                                                             | ツアー | 7月26日 - 9月3日    | 18か所43公演         | 自身初の野外公演、そして自身初の沖縄公演。ツアータイトルは"ATSUMARE"ではなく"ATUMARE"（TSUではなくTU）。 |
| 1995年 | SUMMER MINNA ATUMARE PARTY                                                             | 北海道厚生年金会館、青森市文化会館、岩手県民会館、仙台サンプラザ、群馬県民会館、大宮ソニックシティ、横浜アリーナ、新潟県民会館、金沢市観光会館、松本文化会館、名古屋レインボーホール、大阪城ホール、香川県民ホール、福岡サンパレス、長崎市公会堂、宮崎市民会館、鹿児島市民文化ホール、沖縄県総合運動公園陸上競技場 |                     |                      | 自身初の野外公演、そして自身初の沖縄公演。ツアータイトルは"ATSUMARE"ではなく"ATUMARE"（TSUではなくTU）。 |
| 1995年 | WINTER CONCERT 1995-1996                                                               | ツアー | 12月26日 - 1月14日  | 3か所28公演          | 東京公演では、自身初・同事務所初のカウントダウンコンサートが行なわれた（なお、これ以降は行なわれていない）。 |
| 1995年 | WINTER CONCERT 1995-1996                                                               | 代々木ホワイトシアター、名古屋レインボーホール、大阪城ホール |                     |                      | 東京公演では、自身初・同事務所初のカウントダウンコンサートが行なわれた（なお、これ以降は行なわれていない）。 |
| 1996年 | SPRING CONCERT'96                                                                      | ツアー | 3月22日 - 4月7日    | 6か所12公演          | 冬のツアーの内容をそのままに、地方で開催された初のアリーナツアー。008のアルバムの曲が追加された。そして6人としては最後のツアーとなった。 |
| 1996年 | SPRING CONCERT'96                                                                      | 札幌月寒グリーンドーム、盛岡市アイスアリーナ、浜松アリーナ、サンドーム福井、広島サンプラザ、福岡国際センター |                     |                      | 冬のツアーの内容をそのままに、地方で開催された初のアリーナツアー。008のアルバムの曲が追加された。そして6人としては最後のツアーとなった。 |
| 1996年 | Summer Concert '96 超無限大翔                                                          | ツアー | 7月19日 - 8月24日   | 6か所11公演          | ツアータイトルの読み方は「ちょうむげんだいしょう」。初のスタジアムツアー。森がこのツアーの前に脱退したため5人で行われた。 |
| 1996年 | Summer Concert '96 超無限大翔                                                          | 札幌・真駒内オープンスタジアム、仙台・国営みちのく杜の湖畔公園、東京ドーム、阪急西宮スタジアム、福岡ドーム 、沖縄・糸満市西崎陸上競技場 |                     |                      | ツアータイトルの読み方は「ちょうむげんだいしょう」。初のスタジアムツアー。森がこのツアーの前に脱退したため5人で行われた。 |
| 1997年 | SMAP 1997 "ス" 〜スばらしい! ステキな! スゴイぞ! スーパースペシャルコンサート〜        | ツアー | 7月15日 - 9月15日   | 9か所26公演          | この年より、ツアーは1年に1回となる。 |
| 1997年 | SMAP 1997 "ス" 〜スばらしい! ステキな! スゴイぞ! スーパースペシャルコンサート〜        | 札幌・真駒内オープンスタジアム、山形市総合スポーツセンター、横浜スタジアム、石川県産業展示館4号館、長野エムウェーブ、ナゴヤドーム、大阪ドーム、広島グリーンアリーナ、福岡ドーム |                     |                      | この年より、ツアーは1年に1回となる。 |
| 1998年 | CONCERT TOUR 1998 "VIVA AMIGOS!"                                                       | ツアー | 7月21日 - 10月1日   | 8か所22公演          | |
| 1998年 | CONCERT TOUR 1998 "VIVA AMIGOS!"                                                       | 真駒内オープンスタジアム、仙台グランディ21総合体育館、東京ドーム、石川産業展示館4号館、ナゴヤドーム、大阪ドーム、広島グリーンアリーナ、福岡ドーム |                     |                      | |
| 1999年 | SMAP 1999 TOUR "BIRDMAN"                                                               | ツアー | 7月24日 - 9月26日   | 7か所16公演          | |
| 1999年 | SMAP 1999 TOUR "BIRDMAN"                                                               | 真駒内オープンスタジアム、秋田大館樹海ドーム、仙台・名取スポーツパーク、横浜スタジアム、ナゴヤドーム、大阪ドーム、福岡ドーム |                     |                      | |
| 2000年 | SMAP'00 "S map Tour"                                                                   | ツアー | 10月14日 - 11月27日 | 8か所18公演          | この年のツアーは、通常とは異なり秋に開催され、これ以降のコンサートは1日の公演数は1回のみに統一された。 |
| 2000年 | SMAP'00 "S map Tour"                                                                   | 札幌コミュニティドーム、秋田大館樹海ドーム、シェルコムせんだい、さいたまスーパーアリーナ、東京ドーム、ナゴヤドーム、大阪ドーム、福岡ドーム |                     |                      | この年のツアーは、通常とは異なり秋に開催され、これ以降のコンサートは1日の公演数は1回のみに統一された。 |
| 2001年 | SMAP'01 "pamS Tour"                                                                    | ツアー | 7月28日 - 9月30日   | 9か所20公演          | デビュー10周年に行われたツアー。なお、8月24日に 稲垣が駐車違反及び、公務執行妨害で現行犯逮捕され、翌年1月まで活動休止したため、翌25日のナゴヤドーム公演からは、4人のメンバーで、ツアーが行われた。 |
| 2001年 | SMAP'01 "pamS Tour"                                                                    | 札幌ドーム、岩手・安比高原野外特設会場、東京ドーム、東京スタジアム、新潟・国営越後丘陵公園、ナゴヤドーム、大阪ドーム、広島・国営備北丘陵公園、福岡ドーム |                     |                      | デビュー10周年に行われたツアー。なお、8月24日に 稲垣が駐車違反及び、公務執行妨害で現行犯逮捕され、翌年1月まで活動休止したため、翌25日のナゴヤドーム公演からは、4人のメンバーで、ツアーが行われた。 |
| 2002年 | SMAP'02 "Drink! Smap! Tour"                                                            | ツアー | 7月28日 - 11月3日   | 12か所24公演         | 夏から秋にかけてのロング・ツアー。観客動員数は、日本歴代最多の115万人を誇る。日韓ワールドカップにちなみ、サッカーが行われるスタジアムを中心にツアーを展開。前年の名古屋公演より4人で行ったため、ツアーは名古屋から行われた。また、阪急西宮スタジアムは解体することが決まり、このスタジアムでのコンサートはSMAPが最後となった。 |
| 2002年 | SMAP'02 "Drink! Smap! Tour"                                                            | 札幌ドーム、宮城スタジアム、東京ドーム、東京スタジアム、新潟スタジアム・ビッグスワン、静岡スタジアム・エコパ、ナゴヤドーム、大阪ドーム、阪急西宮スタジアム、広島ビッグアーチ、福岡ドーム |                     |                      | 夏から秋にかけてのロング・ツアー。観客動員数は、日本歴代最多の115万人を誇る。日韓ワールドカップにちなみ、サッカーが行われるスタジアムを中心にツアーを展開。前年の名古屋公演より4人で行ったため、ツアーは名古屋から行われた。また、阪急西宮スタジアムは解体することが決まり、このスタジアムでのコンサートはSMAPが最後となった。 |
| 2003年 | SMAP'03 "MIJ Tour"                                                                     | ツアー | 7月5日 - 9月6日     | 9か所21公演          | 香取慎吾の大河ドラマ出演の関係上、通常よりも公演数を少なくしたが、大阪での追加公演が決定し、2年連続で観客動員数が100万人を超えた。約7万人が収容できる横浜国際総合競技場にて史上3組目、ジャニーズ初のコンサートを行った。 |
| 2003年 | SMAP'03 "MIJ Tour"                                                                     | 札幌ドーム、宮城スタジアム、味の素スタジアム、横浜国際総合競技場、新潟スタジアム・ビッグスワン、豊田スタジアム、大阪ドーム、広島ビッグアーチ、福岡ドーム |                     |                      | 香取慎吾の大河ドラマ出演の関係上、通常よりも公演数を少なくしたが、大阪での追加公演が決定し、2年連続で観客動員数が100万人を超えた。約7万人が収容できる横浜国際総合競技場にて史上3組目、ジャニーズ初のコンサートを行った。 |
| 2005年 | SMAPとイク? SMAP SAMPLE TOUR FOR 62DAYS.                                               | ツアー | 7月30日 - 9月29日   | 7か所21公演          | 前回から2年ぶりのツアー。 |
| 2005年 | SMAPとイク? SMAP SAMPLE TOUR FOR 62DAYS.                                               | 札幌ドーム、東京ドーム、国立霞ヶ丘競技場、日産スタジアム、ナゴヤドーム、大阪ドーム、福岡Yahoo!JAPANドーム |                     |                      | 前回から2年ぶりのツアー。 |
| 2006年 | Pop Up! SMAP - 飛びます! トビだす! とびスマ? TOUR                                      | ツアー | 7月30日 - 10月9日   | 8か所21公演          | 首都圏でのドーム・スタジアム3か所8公演48万人動員は、史上最大規模。 |
| 2006年 | Pop Up! SMAP - 飛びます! トビだす! とびスマ? TOUR                                      | 札幌ドーム、新潟スタジアム、東京ドーム、国立霞ヶ丘競技場、日産スタジアム、ナゴヤドーム、京セラドーム大阪、福岡Yahoo!JAPANドーム |                     |                      | 首都圏でのドーム・スタジアム3か所8公演48万人動員は、史上最大規模。 |
| 2008年 | SMAP 2008 super.modern.artistic.performance tour                                       | ツアー | 9月24日 - 12月3日   | 5か所16公演          | 前回ツアーから2年ぶりの公演。アルバム『super.modern.artistic.performance』を引っさげてのツアーである。今回のツアーから香取が演出を担当している。「今まで見たことのないSMAP」をテーマとし、メンバーが高さ15メートルの地点から宙吊りで登場したり、ステージを滑るなど初めての試みの演出がなされている。 ツアー初日の9月24日に、香取が深さ1.5メートルの舞台のくぼみに転落し、右ひざ挫創及び打撲内出血で全治2週間の怪我を負った。だが、テーピングなどの処置を行い、翌日以降も出演した。 |
| 2008年 | SMAP 2008 super.modern.artistic.performance tour                                       | 札幌ドーム、東京ドーム、ナゴヤドーム、京セラドーム大阪、福岡Yahoo!JAPANドーム |                     |                      | 前回ツアーから2年ぶりの公演。アルバム『super.modern.artistic.performance』を引っさげてのツアーである。今回のツアーから香取が演出を担当している。「今まで見たことのないSMAP」をテーマとし、メンバーが高さ15メートルの地点から宙吊りで登場したり、ステージを滑るなど初めての試みの演出がなされている。 ツアー初日の9月24日に、香取が深さ1.5メートルの舞台のくぼみに転落し、右ひざ挫創及び打撲内出血で全治2週間の怪我を負った。だが、テーピングなどの処置を行い、翌日以降も出演した。 |
| 2010年 | We are SMAP! 2010 SMAP CONCERT TOUR                                                    | ツアー | 7月31日 - 9月19日   | 5か所19公演          | 前回から2年ぶりのツアーで、今回でツアー開催20年目を迎える。夏季にツアーが行われるのは4年ぶりの事。観客動員数は約92万人。9月15日の東京ドーム公演で通算観客動員数1000万人を突破し、記念に過去の映像やCan't Stop!! -LOVING-が披露された。 |
| 2010年 | We are SMAP! 2010 SMAP CONCERT TOUR                                                    | 札幌ドーム、東京ドーム、ナゴヤドーム、京セラドーム大阪、福岡Yahoo!JAPANドーム |                     |                      | 前回から2年ぶりのツアーで、今回でツアー開催20年目を迎える。夏季にツアーが行われるのは4年ぶりの事。観客動員数は約92万人。9月15日の東京ドーム公演で通算観客動員数1000万人を突破し、記念に過去の映像やCan't Stop!! -LOVING-が披露された。 |
| 2011年 | SMAP ファンミーティング2011                                                            | イベント | 8月14日 - 9月9日    | 5か所9公演           | |
| 2011年 | SMAP ファンミーティング2011                                                            | 北海道ニトリ文化ホール、西武園ゆうえんち 波のプール、名古屋センチュリーホール、神戸文化ホール、福岡サンパレス |                     |                      | |
| 2011年 | 2011年SMAP北京コンサート 頑張ろう、日本! ありがとう、中国! -アジアは一つ- プロジェクト | 単発コンサート | 9月16日             | 1か所1公演           | SMAP初の海外公演となるコンサート。昨年上海での万博イベント・コンサートが予定されていたが、安全上の理由などで共に中止となっていた。公演発表に伴って、舞台公演で欠席した稲垣を除くSMAPメンバーと温家宝首相との面会が行われた。コンサートの内容自体は昨年行われた「We are SMAP! 2010 SMAP CONCERT TOUR」とほとんど同じで、一部を中国語で歌唱するなど手が加えられた。公演時間は約2時間、観客動員数は4万人。                                                                            |
| 2011年 | 2011年SMAP北京コンサート 頑張ろう、日本! ありがとう、中国! -アジアは一つ- プロジェクト | 北京工人体育場 |                     |                      | SMAP初の海外公演となるコンサート。昨年上海での万博イベント・コンサートが予定されていたが、安全上の理由などで共に中止となっていた。公演発表に伴って、舞台公演で欠席した稲垣を除くSMAPメンバーと温家宝首相との面会が行われた。コンサートの内容自体は昨年行われた「We are SMAP! 2010 SMAP CONCERT TOUR」とほとんど同じで、一部を中国語で歌唱するなど手が加えられた。公演時間は約2時間、観客動員数は4万人。                                                                            |
| 2011年 | 祝20周年! SMAP FaN×FuN PARTY 2011                                                      | 単発イベント | 11月12日 - 11月13日 | 1か所2公演           | この年はデビュー20周年だったのにも関わらず、コンサートツアーがなかったが、東京ドームで2日間ファンパーティーを開催した。この公演は、ファンクラブ会員だけでなく、一般発売も行われた。デビュー曲「Can't Stop!! -LOVING-」やヒット曲を中心に歌われ、お楽しみコーナーなども実施された。 |
| 2011年 | 祝20周年! SMAP FaN×FuN PARTY 2011                                                      | 東京ドーム |                     |                      | この年はデビュー20周年だったのにも関わらず、コンサートツアーがなかったが、東京ドームで2日間ファンパーティーを開催した。この公演は、ファンクラブ会員だけでなく、一般発売も行われた。デビュー曲「Can't Stop!! -LOVING-」やヒット曲を中心に歌われ、お楽しみコーナーなども実施された。 |
| 2012年 | GIFT of SMAP -CONCERT TOUR'2012-                                                       | ツアー | 8月23日 - 12月24日  | 6か所22公演          | 2010年から2年ぶりのツアー。観客動員数は2006年のツアー「Pop Up! SMAP - 飛びます! トビだす! とびスマ? TOUR」以来6年ぶりに100万人を突破した。サプライズゲストとして山下智久や少女時代が出演し、Kis-My-Ft2の北山宏光と藤ヶ谷太輔がバックダンサーとして参加した。 |
| 2012年 | GIFT of SMAP -CONCERT TOUR'2012-                                                       | 札幌ドーム、東京ドーム、味の素スタジアム、ナゴヤドーム、京セラドーム大阪、福岡Yahoo!JAPANドーム |                     |                      | 2010年から2年ぶりのツアー。観客動員数は2006年のツアー「Pop Up! SMAP - 飛びます! トビだす! とびスマ? TOUR」以来6年ぶりに100万人を突破した。サプライズゲストとして山下智久や少女時代が出演し、Kis-My-Ft2の北山宏光と藤ヶ谷太輔がバックダンサーとして参加した。 |
| 2014年 | Mr.S -SAIKOU DE SAIKOU NO CONCERT TOUR-                                                | ツアー | 9月4日 - 1月12日    | 5か所22公演          | 2012年から2年ぶりのツアー。2012年の6か所から、2010年以来の5か所に減少したが、公演数は変わらない（味の素スタジアムでの公演がない）。グループ史上初めてドーム公演のみで観客動員数100万人を達成した。このライブDVDが12月10日に発売された為、12月24日・25日の大阪公演と1月10日〜12日の名古屋公演はDVD発売後に行われた。 |
| 2014年 | Mr.S -SAIKOU DE SAIKOU NO CONCERT TOUR-                                                | 札幌ドーム、東京ドーム、ナゴヤドーム、京セラドーム大阪、福岡ヤフオク!ドーム |                     |                      | 2012年から2年ぶりのツアー。2012年の6か所から、2010年以来の5か所に減少したが、公演数は変わらない（味の素スタジアムでの公演がない）。グループ史上初めてドーム公演のみで観客動員数100万人を達成した。このライブDVDが12月10日に発売された為、12月24日・25日の大阪公演と1月10日〜12日の名古屋公演はDVD発売後に行われた。 |

## 受賞歴
日本歌謡大賞
| 回     | 受賞部門                     | 作品                  |
| ------ | ---------------------------- | --------------------- |
| 第22回 | 優秀放送音楽新人賞           | Can't Stop!! -LOVING- |
| 第23回 | 放送音楽プロデューサー連盟賞 |                       |

ゴールデン・アロー賞
| 回     | 受賞部門     | 作品                  |
| ------ | ------------ | --------------------- |
| 第29回 | 最優秀新人賞 | Can't Stop!! -LOVING- |

メガロポリス歌謡祭
| 回     | 受賞部門     | 作品                  |
| ------ | ------------ | --------------------- |
| 第11回 | 最優秀新人賞 | Can't Stop!! -LOVING- |

日本ゴールドディスク大賞
| 回     | 受賞部門                                | 作品                                                  |
| ------ | --------------------------------------- | ----------------------------------------------------- |
| 第6回  | ベスト5ニュー・アーティスト賞           |                                                       |
| 第9回  | アルバム賞 歌謡曲・アイドル部門（男性） | Cool                                                  |
| 第9回  | ミュージック・ビデオ賞                  | SEXY SIX SHOW                                         |
| 第10回 | アルバム賞 歌謡曲・アイドル部門（男性） | SMAP 007〜Gold Singer〜                               |
| 第11回 | アルバム賞 歌謡曲・アイドル部門（男性） | SMAP 008 TACOMAX                                      |
| 第13回 | ソング・オブ・ザ・イヤー 特別賞         | 夜空ノムコウ                                          |
| 第15回 | ソング・オブ・ザ・イヤー                | らいおんハート                                        |
| 第16回 | ポップ・アルバム・オブ・ザ・イヤー      | Smap Vest                                             |
| 第18回 | ソング・オブ・ザ・イヤー                | 世界に一つだけの花                                    |
| 第18回 | ミュージック・ビデオ・オブ・ザ・イヤー  | Smap! Tour! 2002!                                     |
| 第18回 | ミュージック・ビデオ・オブ・ザ・イヤー  | Live MIJ                                              |
| 第20回 | ミュージック・ビデオ・オブ・ザ・イヤー  | SMAPとイッちゃった! SMAP SAMPLE TOUR 2005             |
| 第21回 | ザ・ベスト・ミュージック・ビデオ        | Pop Up! SMAP LIVE! 思ったより飛んじゃいました! ツアー |
| 第23回 | ザ・ベスト・ミュージック・ビデオ        | SMAP 2008 super.modern.artistic.performance tour      |
| 第31回 | アルバム・オブ・ザ・イヤー              | SMAP 25 YEARS                                         |
| 第31回 | ベスト・ミュージック・ビデオ            | Clip! Smap! コンプリートシングルス                    |

日本レコード大賞
| 回     | 受賞部門                   | 作品               | 備考 |
| ------ | -------------------------- | ------------------ | ---- |
| 第45回 | 金賞（大賞ノミネート作品） | 世界に一つだけの花 | 辞退 |

ザテレビジョンドラマアカデミー賞
| 回     | 受賞部門       | 作品               |
| ------ | -------------- | ------------------ |
| 第36回 | 主題歌賞       | 世界に一つだけの花 |
| 第74回 | ドラマソング賞 | さかさまの空       |
| 第79回 | ドラマソング賞 | シャレオツ         |

## 関連商品・専門店

### 書籍
- SMAP写真集「少年紀」（1993年6月、集英社）
- SMAP Year Book 1993-1994 reminiscence（1994年5月、ワニブックス）
- SMAPスーパー写真集 THE FIRST（1995年10月、学研プラス）
- SMAP Year Book 1994-1995 revival & evolution（1996年6月、ワニブックス）
- Snap（2001年12月、ビクターエンタテインメント）
- super.modern.artistic.photobook. 1（2008年、SMAP SHOP限定）
- CHAN TO SHI NAI TO NE! in NY（2009年、SMAP SHOP限定）
- The SMAP Magazine: Super fashion & Music Assemble Photo magazine（2010年10月、マガジンハウス）
- PHOTO BOOK! RUNNING SMAP!（2011年、SMAP SHOP限定）
- SMAP×SMAP COMPLETE BOOK 月間スマスマ新聞 VOL.1〜PINK〜（2012年5月、東京ニュース通信社）
- SMAP×SMAP COMPLETE BOOK 月間スマスマ新聞 VOL.2〜RED〜（2012年6月、東京ニュース通信社）
- SMAP×SMAP COMPLETE BOOK 月間スマスマ新聞 VOL.3〜BLUE〜（2012年7月、東京ニュース通信社）
- SMAP×SMAP COMPLETE BOOK 月間スマスマ新聞 VOL.4〜YELLOW〜（2012年8月、東京ニュース通信社）
- SMAP×SMAP COMPLETE BOOK 月間スマスマ新聞 VOL.5〜GREEN〜（2012年9月、東京ニュース通信社）

### 食品・飲料
- 森永乳業 「SMAP」（1989年発売）
- キリンビバレッジ 「Drink! Smap!」（2002年発売）
- アサヒ飲料 「We are SMAP!」（2010年発売）
- セブンイレブン
  - 「ビストロ弁当　第1弾」（2012年発売）
  - 「ビストロ弁当　第2弾」（2013年発売）
  - 「ビストロ弁当　第3弾」（2014年発売）
  - 「ビストロ弁当　第4弾」（2015年発売）

### 専門店
- SMAP SHOP

## 関連ユニット

### スケートボーイズ
スケートボーイズは、ジャニーズ事務所所属のアイドルグループ。
1987年、ジャニー喜多川が「第2の光GENJI」を計画して結成されたグループ。SMAPの前身として知られ、光GENJIのバックでスケートボードをするグループとして活動。1988年4月、各アイドル誌にて主要メンバー12名で正式に発表されたが、メンバーは定まっておらず、延べ20名近くのメンバーが参加していた。1988年4月、スケートボーイズの中から6名が選抜され、「SMAP」が結成される。その後もしばらくは並行してスケートボーイズは存在した。SMAPの正式メンバー選抜に漏れた者は全員、後に「平家派」として活動。しかし、1990年初頭に消滅した。

#### メンバー (スケートボーイズ)
後のSMAP
| - 中居正広 当時15歳 - 森且行 当時13歳 | - 木村拓哉 当時15歳 - 草彅剛 当時13歳 | - 稲垣吾郎 当時14歳 - 香取慎吾 当時10歳 |

後の平家派、TOKIO
- 国分太一 （後期に参加）

後の平家派
- 松元治郎 （ジャニーズ退社後はWANDSの第3期ボーカリスト・和久二郎としてデビュー）
- 松原一平 （初期に参加。元「GENJI」候補メンバー）

| - 岩佐克次 - 石川徹 - 佐藤敬 - 岡田賢一郎 | - 東昌孝 （初期に参加） - 佐藤功 （後期に参加） - 長谷川文高 （後期に参加） - 小山田英樹 （後期に参加） |

#### CM (スケートボーイズ)
- トンボ学生服（トンボ、1988年）

#### エピソード
- 『SMAP×SMAP』内のコントコーナー「歌え!アイドルキックオフ」では、「スケートボーイズ」という名の新人アイドルグループの設定で出演している。

### 音松くん
音松くんは、バラエティー番組「夢がMORI MORI」内でSMAPが演じていた6人組のグループ。六つ子という設定で、おそ松くんのパロディー。

#### シングル
- スマイル戦士 音レンジャー（1992年10月10日発売）

### Smappies
Smappiesは、SMAPのアルバム制作に携わっていた世界的ミュージシャンからなる音楽ユニット。名付け親はドラマーのオマー・ハキム。SMAPの楽曲をカバーしたアルバムを2枚リリースしているが、SMAP自身はこれらの作品に参加していない。

#### アルバム
1. SMAPPIES - Rhythmsticks（1996年4月24日発売）
2. Smappies II（1999年6月23日発売）

### SMAP学園
1990年、バラエティー番組「アイドル共和国」（テレビ朝日系列）の中から生まれたグループ。SMAPのバックダンサーを務めていた。国分太一、松岡昌宏、長瀬智也、坂本昌行、井ノ原快彦など、のちのTOKIO、V6となるメンバーが在籍。